# Kirchenbezirk Leonberg
Der Evangelische Kirchenbezirk Leonberg ist einer von 43 Kirchenbezirken bzw. Kirchenkreisen der Evangelischen Landeskirche in Württemberg. Sein Gebiet ist deckungsgleich mit dem Dekanat Leonberg.

## Geografie
Der Kirchenbezirk Leonberg liegt im Westen der württembergischen Landeskirche. Sein Gebiet umfasst den Norden des Landkreises Böblingen, also das Gebiet der politischen Städte und Gemeinden Leonberg, Renningen, Rutesheim, Weil der Stadt und Weissach sowie den Südosten des Enzkreises, also die Städte und Gemeinden Friolzheim, Heimsheim, Mönsheim und Wimsheim.

### Nachbarkirchenbezirke
Der Kirchenbezirk Leonberg grenzt an folgende Kirchenbezirke (beginnend im Norden) Mühlacker (Prälatur Heilbronn), Vaihingen-Ditzingen und Kirchenkreis Stuttgart (ehem. Kirchenbezirk Stuttgart), beide Prälatur Stuttgart, sowie Böblingen und Calw-Nagold (beide Prälatur Reutlingen). Im Westen hat er eine Grenze zur Evangelischen Landeskirche in Baden (Kirchenbezirk Pforzheim-Stadt und Kirchenbezirk Badischer Enzkreis).

## Geschichte
Das Gebiet des heutigen Dekanats bzw. Kirchenbezirks Leonberg gehört überwiegend zum alten Kernland Württembergs, das ab 1534 die Reformation einführte, so dass das Gebiet fast ganz evangelisch geprägt ist. Lediglich das Gebiet der ehemals Freien Reichsstadt Weil der Stadt blieb nach der Reformation katholisch. Leonberg wurde 1552 Sitz eines Dekanats, damals als Superintendentur bezeichnet, das zum Generalat Maulbronn gehörte. Zum Dekan wurde der Stadtpfarrer von Leonberg ernannt. Ab 1823 gehörte das Dekanat Leonberg zum Generalat Ludwigsburg, ab 1913 zum Generalat Reutlingen, aus der die heutige Prälatur Reutlingen hervorging. Zwischen 1992 und 2003 war das Dekanat Leonberg erneut der Prälatur Ludwigsburg zugeordnet.
Infolge der Auflösung einiger Kreise bzw. Oberämter in Württemberg 1939 wurden auch die kirchlichen Verwaltungsbezirke teilweise neu gegliedert. So wurde mit Wirkung vom 1. April 1939 die Kirchengemeinde Weilimdorf in den Kirchenbezirk Bad Cannstatt umgegliedert. Im Gegenzug erhielt der Kirchenbezirk Leonberg vom Kirchenbezirk Böblingen die Kirchengemeinde Schafhausen und vom Kirchenbezirk Vaihingen an der Enz die Kirchengemeinde Weissach.

## Leitung des Kirchenbezirks
Die Leitung des Kirchenbezirks obliegt der Bezirkssynode, dem Kirchenbezirksausschuss (KBA) und dem Dekan. Derzeitige Dekanin ist seit 2023 (als Nachfolgerin von Wolfgang Vögele) Gabriele Waldbaur, die zugleich Pfarrerin an der Stadtkirche in Leonberg ist.

### Dekane des Kirchenbezirks Leonberg seit 1794
- 1794–1808 Georg Christoph Sigwart
- 1809–1823 Gottlieb David Sarwey
- 1824–1833 Amandus Friedrich Günzler
- 1833–1838 Friedrich Eberhard Wächter
- 1839–1843 Ludwig Heinrich Kapff
- 1843–1864 Gustav Ferdinand Haug
- 1864–1869 Karl Theodor Wächter (1820–1888)
- 1869–1891 Eduard Reinhold Lamparter (1824–1903)
- 1891–1902 Theodor Heinrich Camerer
- 1903–1913 D. Gustav Groß (1864–1943)
- 1913–1932 Eugen Lachenmann (1869–1937)
- 1933–1944 Emil Mildenberger
- 1944–1949 Martin Plieninger (1894–1954)
- 1949–1953 Immanuel Pfizenmaier (1891–1965)
- 1953–1961 Ernst Lachenmann
- 1961–1970 Hansulrich Esche (1905–1974)
- 1970–1985 Eugen Stöffler jun. (1926–1985)
- 1986–1994 Otto Kollmar (* 1931)
- 1994–2005 Hartmut Fritz (* 1945)
- 2005–2022 Wolfgang Vögele (* 1956)
- seit 2023 Gabriele Waldbaur[1]

## Kirchengemeinden
Im Kirchenbezirk Leonberg gibt es insgesamt 19 Kirchengemeinden. Die jeweils in Klammern hinter dem Namen der Kirchengemeinde angegebenen Gemeindegliederzahlen beziehen sich auf das Jahr 2005 und sind gerundet.
Das Gebiet des Kirchenbezirks Leonberg ist überwiegend evangelisch geprägt. Es gibt daher fast in jedem Dorf auch eine evangelische Kirchengemeinde und eine meist alte Kirche. In den meisten Orten zogen Katholiken überwiegend erst nach dem Zweiten Weltkrieg zu. Lediglich Weil der Stadt ist von alters her katholisch geprägt, doch gibt es hier seit dem 19. Jahrhundert auch eine evangelische Kirchengemeinde.
Der Kirchenbezirk Leonberg ist in drei Distrikte unterteilt, zu denen jeweils mehrere benachbarte Kirchengemeinden gehören. Innerhalb der Distrikte vertreten sich die Pfarrer in der Regel gegenseitig bei Abwesenheiten. Auch kooperieren die Kirchengemeinden in Teilbereichen miteinander. Die drei Distrikte sind:
- Leonberg mit der Gesamtkirchengemeinde Leonberg und der Kirchengemeinde Gebersheim-Höfingen
- Renningen / Weil der Stadt (Renningen, Malmsheim, Weil der Stadt, Würmtalkirchengemeinde Merklingen-Münklingen-Hausen und Schafhausen)
- Rutesheim / Weissach und Enzkreis (Rutesheim, Rutesheim/Silberberg, Perouse, Weissach, Flacht, Friolzheim, Heimsheim, Mönsheim und Wimsheim)

### Kirchengemeinde Flacht

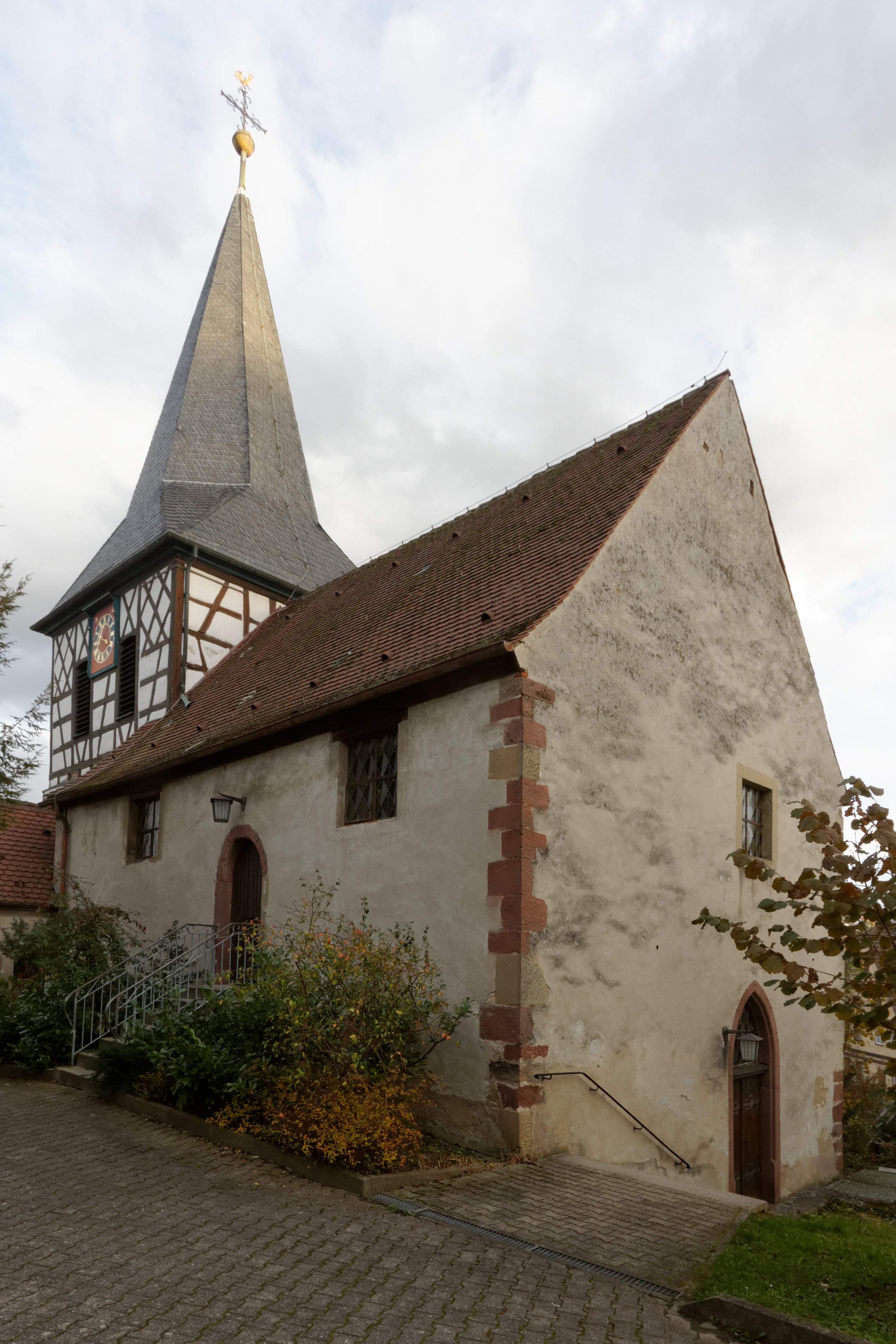
Laurentiuskirche in Flacht

Die Kirchengemeinde Flacht (ca. 1.750) umfasst den Ortsteil Flacht der Gemeinde Weissach. 1343 wurde erstmals eine Kirche erwähnt, deren Patronatsrechte die Ortsherren hatten. 1340 war sie mit Württemberg strittig. 1513 wurde sie dem Kloster Maulbronn inkorporiert und 1514 als St.-Laurentius-Kirche bezeichnet. Die gotische Kirche im befestigten Kirchhof wurde im 18. und 19. Jahrhundert umgestaltet. 1961 wurde sie renoviert. Dabei wurde ein Teil eines römischen Grabmals entdeckt.
Mit Wirkung vom 1. Juli 2004 wurde der Wohnplatz Ziegelhütte von der Kirchengemeinde Flacht in die Kirchengemeinde Perouse umgegliedert.

### Kirchengemeinde Friolzheim

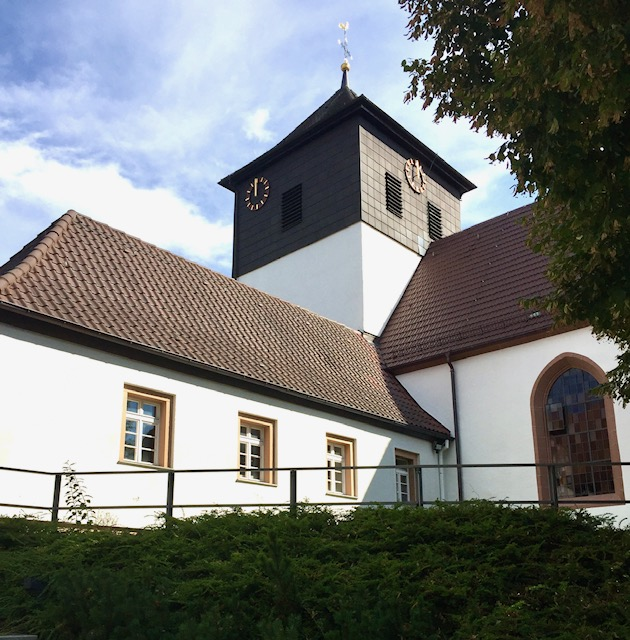
Agapituskirche in Friolzheim

Die Kirchengemeinde Friolzheim (ca. 1.500) umfasst die Gemeinde Friolzheim. Seit dem 12. Jahrhundert ist eine Kirche in Friolzheim erwähnt. Später gehörte sie dem Kloster Hirsau. Zur Pfarrei gehörte bis ins 15. Jahrhundert auch Tiefenbronn. 1556 wird die Kirche St. Agapitus bezeichnet. Die spätgotische Kirche wurde 1522 verbreitert und danach mehrfach verändert. Baumeister des Jahres 1522 waren unter anderen Jacob Höß und Hans Wunderer, deren Namen über der Seitentüre als Inschrift zu finden sind. Der Chorturm hat ein Rippengewölbe. 1938 wurde die Sakristei der Kirche zum Kirchsaal ausgebaut. In den Jahren 1968/69 wurde die gesamte Kirche renoviert und nach Westen erweitert. Das Chorfenster stammt von dem Flachter Künstler Sepp Vees. In Friolzheim gibt es auch einen Posaunenchor, der innerhalb des Vereins CVJM Friolzheim e. V. organisiert ist.

### Kirchengemeinde Gebersheim-Höfingen

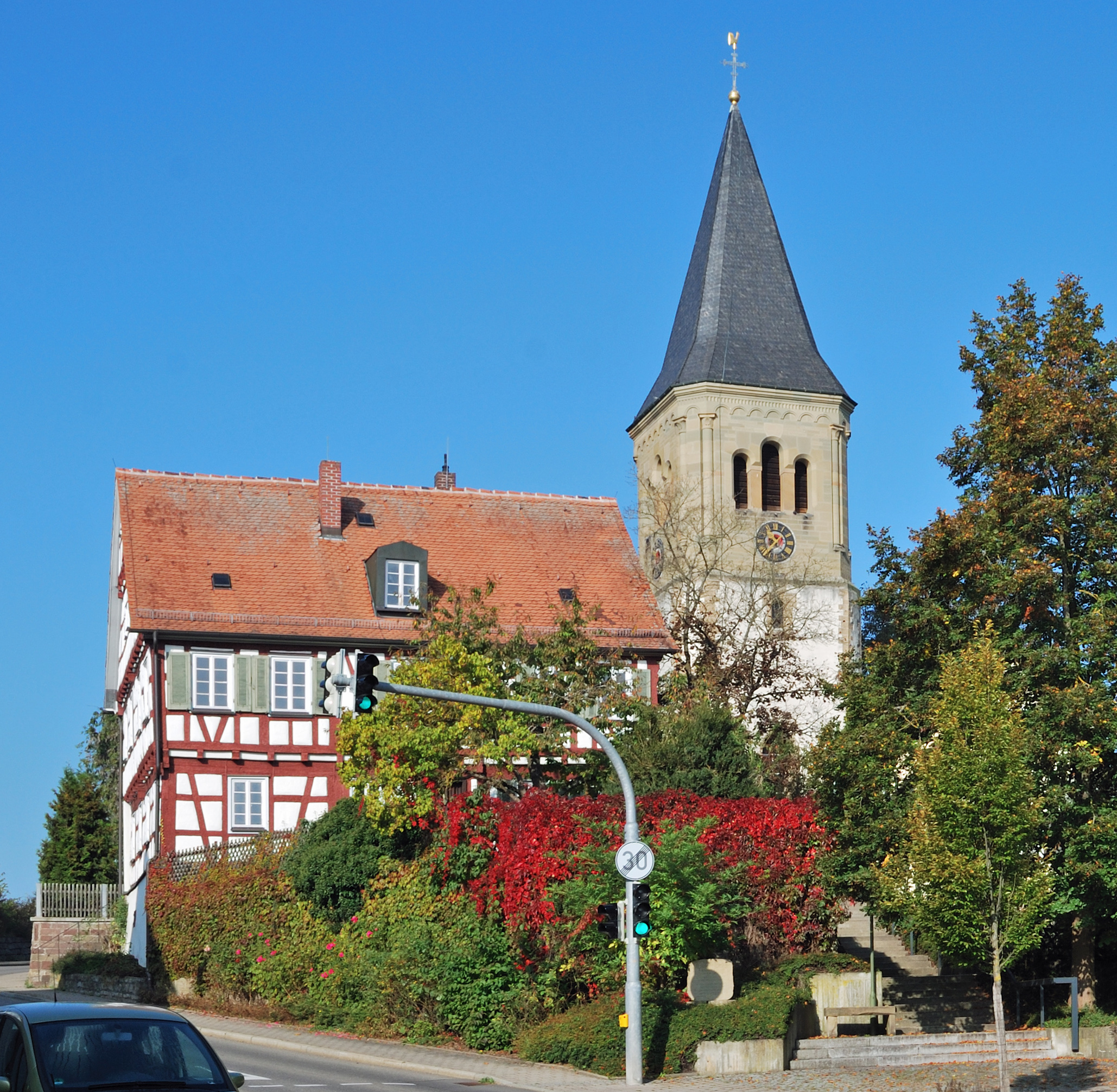
Kirche und Pfarramt Gebersheim

Die Kirchengemeinde Gebersheim-Höfingen entstand zum 1. Januar 2019 aus der Fusion der Kirchengemeinden Gebersheim und Höfingen.
Die Kirchengemeinde Gebersheim (ca. 1.150) umfasste den Stadtteil Gebersheim der Stadt Leonberg. Eine Kirche ist bereits im 12. Jahrhundert bezeugt, als Teile davon von Graf Ludwig von Arnstein dem Kloster Hirsau eingetauscht wurden. Das Patronat hatte spätestens seit dem 14. Jahrhundert Württemberg inne, das die Reformation einführte. Das ursprüngliche Schiff der Kirche (ab 1556 St. Silvester) wurde 1588 erbaut, doch wurde es 1968/69 abgetragen und neu erweitert. Der Turm wurde 1863 errichtet, hat aber in seinen ältesten Teilen noch vorreformatorische Fresken. Das Pfarrhaus Gebersheim wurde 1800 erbaut, Teile des Kellers sind aber älter. Es befindet sich im Besitz des Landes Baden-Württemberg und wird der evangelischen Kirchengemeinde zur Nutzung überlassen.
Für die Gemeindearbeit erbaut sich die Kirchengemeinde Gebersheim 1963 das Evangelische Jugendheim. Die Kirchengemeinde Gebersheim ist auch Träger eines Kindergartens, der 1998 erweitert wurde. Ferner gibt es in Gebersheim einen Posaunenchor, der innerhalb des Vereins CVJM Gebersheim e. V. organisiert ist.

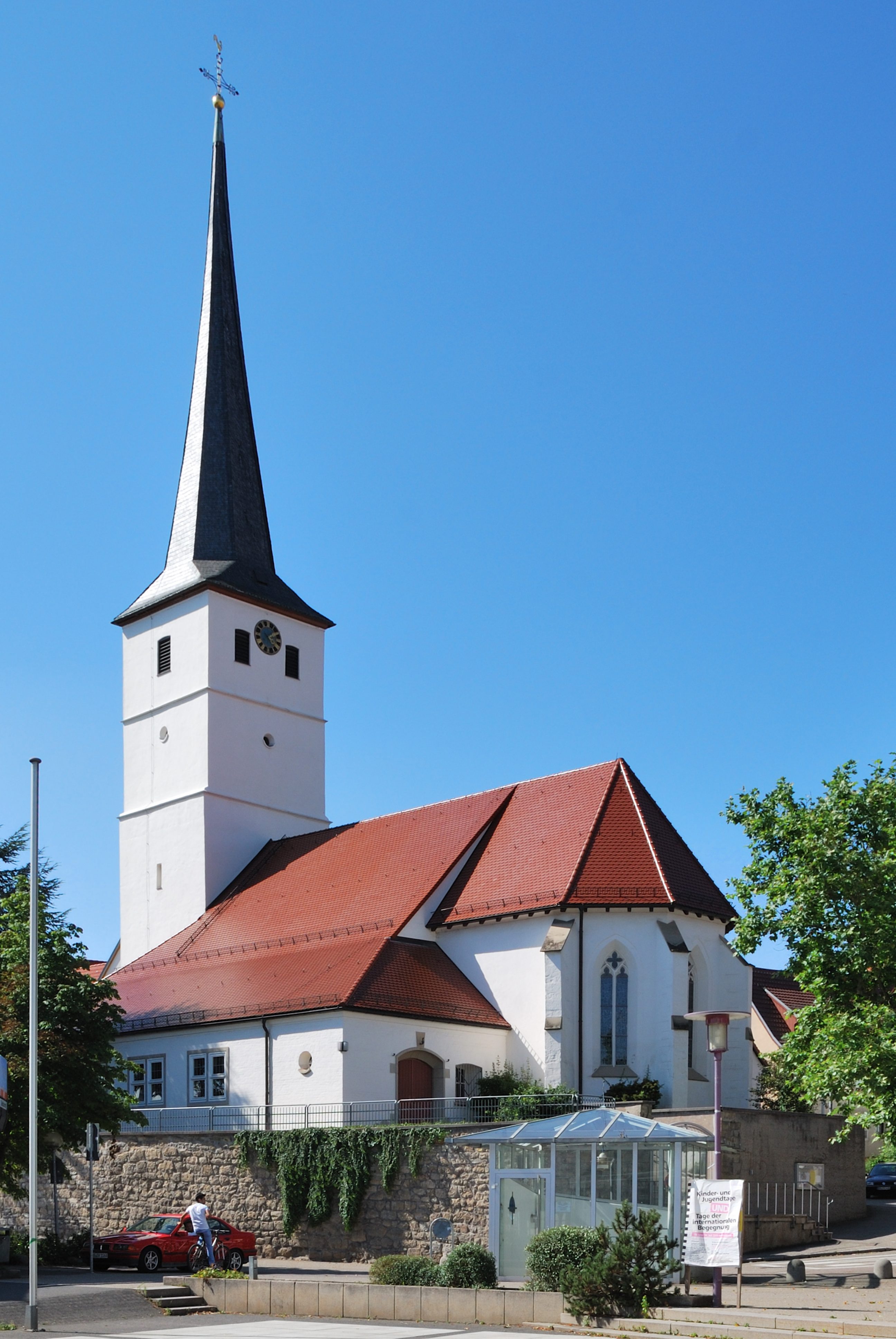
Laurentiuskirche in Höfingen

Die Kirchengemeinde Höfingen (ca. 2.800) umfasste den Stadtteil Höfingen der Stadt Leonberg. Eine Kirche wurde erstmals 1315 erwähnt. Das Patronat hatten ursprünglich die Ortsherren, seit dem 14. Jahrhundert Württemberg. Württemberg schenkte die Kirche 1442 der Salve-Regina-Bruderschaft an der Stiftskirche in Stuttgart, der sie inkorporiert wurde. Seit der Reformation ist die ab 1696 als Kirche St. Laurentius und Mauritius bekannte Kirche evangelische Pfarrkirche. Sie steht etwas erhöht in einem ummauerten Kirchhof. Das Schiff ist im Kern noch gotisch, hauptsächlich aber im 18. Jahrhundert erbaut worden. Der Westturm hat noch einen romanischen Chor mit Kreuzrippengewölbe. Die Kirche besitzt Grabmäler der Herren von Höfingen aus dem 16. und 17. Jahrhundert.
Mit Wirkung vom 15. Oktober 1991 wurden die Evangelischen des Wohnplatzes Felsensägmühle 3 in die Kirchengemeinde Leonberg (Stadtkirche/Gartenstadt) umgegliedert.

### Kirchengemeinde Heimsheim

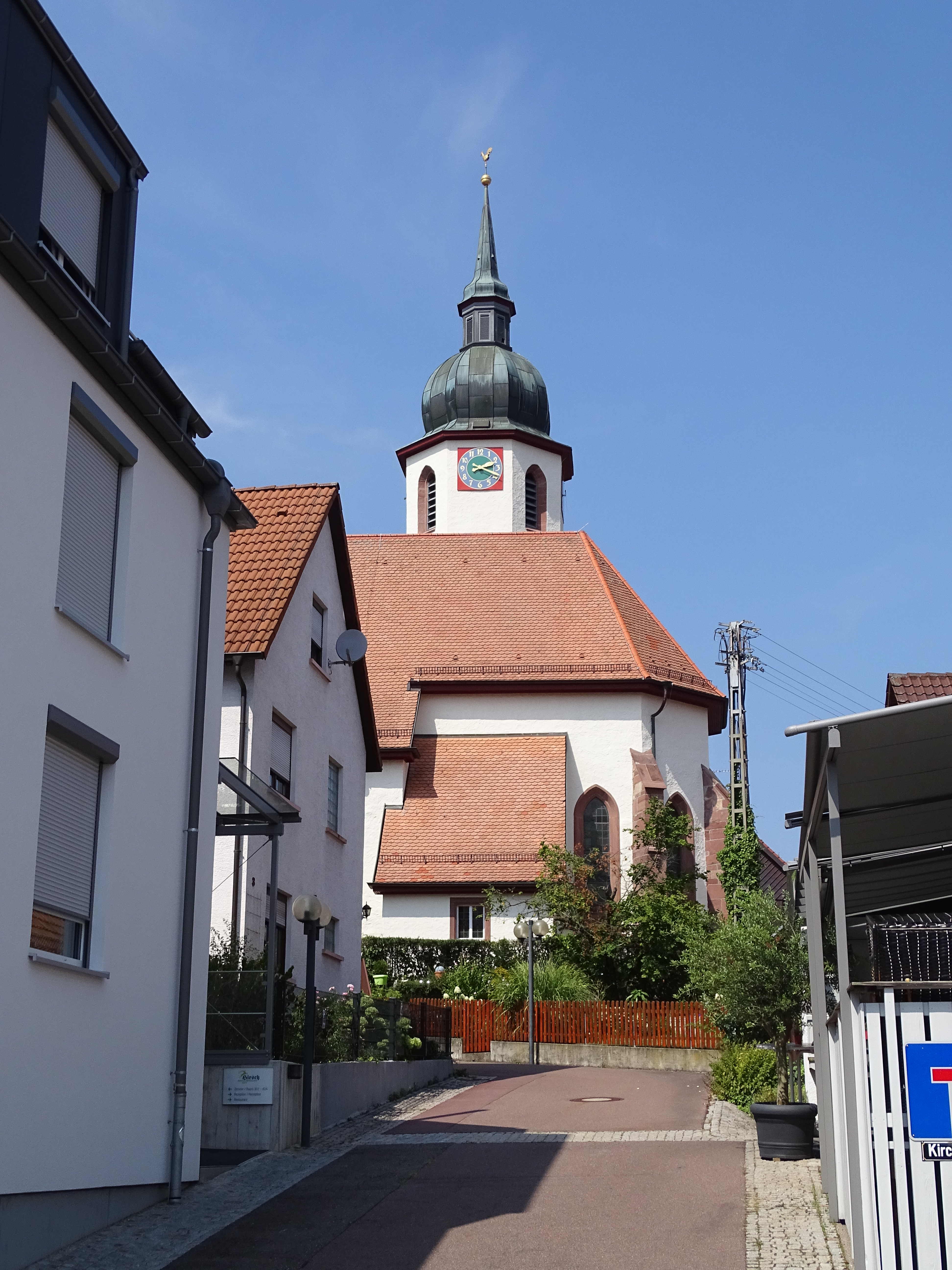
Evangelische Stadtkirche Heimsheim

Die Kirchengemeinde Heimsheim (ca. 2.300) umfasst die Stadt Heimsheim. Eine Pfarrei ist in Heimsheim seit 1282 bezeugt. Das Patronat der Kirche, die 1555 Marienkirche (Zu Unserer Lieben Frau) genannt wird, hatte die Ortsherrschaft, im 15. Jahrhundert die Herren von Stein, dann die von Gemmingen, bevor es an Württemberg ging. Von der ursprünglichen Kirche ist nur der spätgotische Chor erhalten, der Rest wurde 1634 zerstört. Das Schiff wurde 1657/58 neu erbaut und im 18. Jahrhundert verändert. Nach der Zerstörung im Zweiten Weltkrieg wurde die Kirche 1948 bis 1950 wieder aufgebaut.
Außer der Stadtpfarrkirche „Unserer lieben Frau“ besitzt die Kirchengemeinde Heimsheim ein Gemeindehaus, ein Pfarrhaus und das Freizeitheim Wannehaus am Ortsrand von Heimsheim. Auf dem musikalischen Bereich gibt es einen Gospelchor und einen Kirchenchor sowie einen Posaunenchor (gegründet 1950).

### Gesamtkirchengemeinde Leonberg
Die Gesamtkirchengemeinde Leonberg (ca.) umfasst die Kernstadt und die Stadtteile Eltingen und Ramtel der Stadt Leonberg. Sie wurde durch Bekanntmachung des Oberkirchenrats vom 19. November 1970 gebildet. Damals wurde die 1965 aus der Michaelskirchengemeinde Leonberg-Eltingen und der Versöhnungskirchengemeinde Leonberg-Ramtel gebildete Gesamtkirchengemeinde Leonberg-Eltingen aufgelöst und deren beide Teilkirchengemeinden mit der Kirchengemeinde Leonberg zur neuen Gesamtkirchengemeinde Leonberg vereinigt. Das Kultusministerium hatte die neue Gesamtkirchengemeinde Leonberg mit Schreiben vom 9. Juni 1970 als Körperschaft des öffentlichen Rechts anerkannt. 1983 wurde dann innerhalb der Gesamtkirchengemeinde Leonberg noch die Blosenbergkirchengemeinde Leonberg gebildet. Zum 1. Januar 2016 fusionierten Stadtkirchengemeinde, Versöhnungskirchengemeinde und Blosenbergkirchengemeinde zur Kirchengemeinde Leonberg-Nord. Neben den Kirchengemeinden Leonberg-Nord und Leonberg-Eltingen gehören auch die Kirchengemeinde Warmbronn und die Personale Gemeinde „Gemeinde am Glemseck“ zur Gesamtkirchengemeinde Leonberg, die also aus vier Teilkirchengemeinden besteht.

#### Kirchengemeinde Leonberg-Eltingen

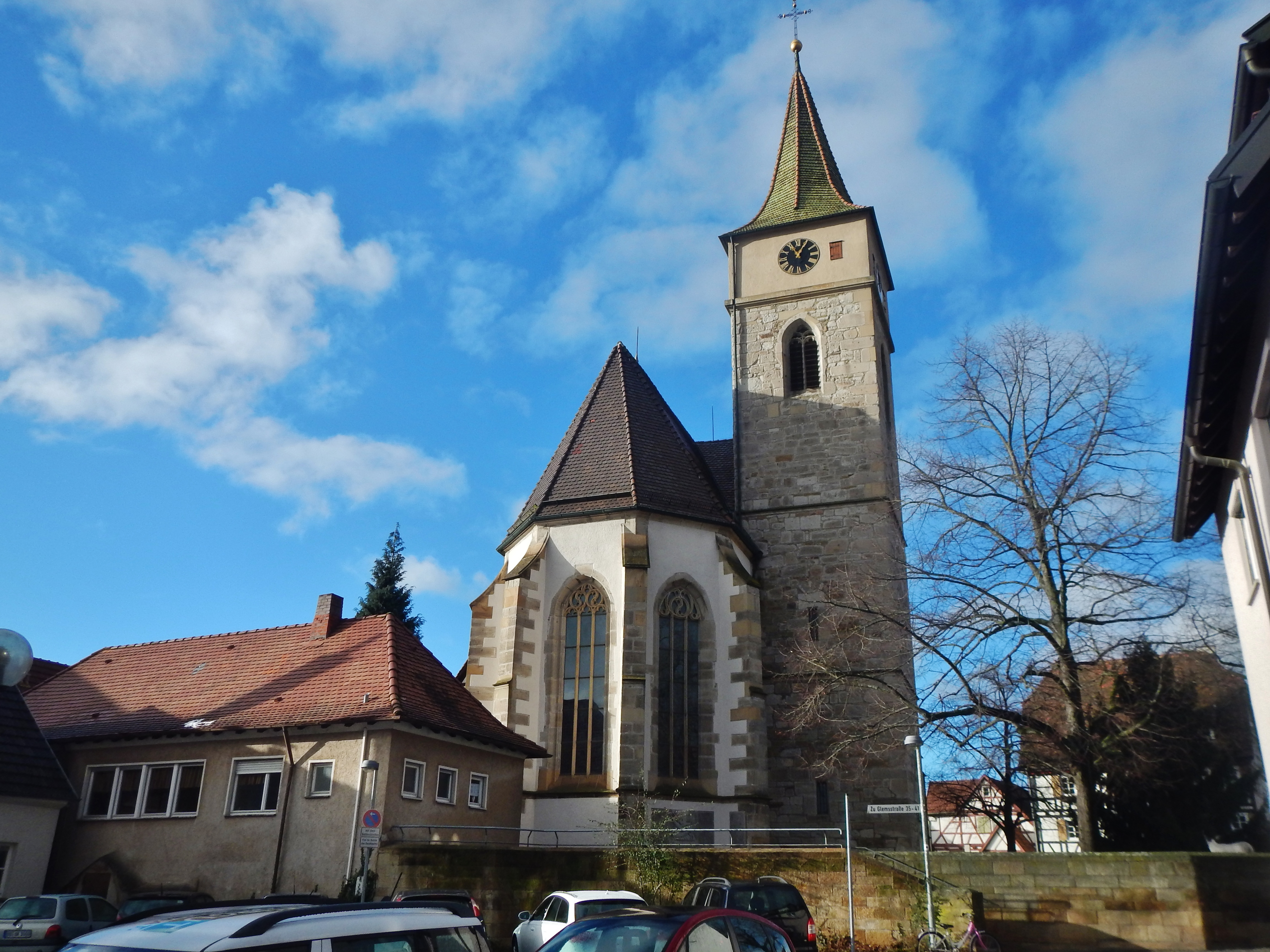
Michaelskirche in Eltingen

Die Kirchengemeinde Leonberg-Eltingen (ca. 5.400) umfasst den Stadtteil Eltingen und einige zugehörige Weiler der Stadt Leonberg. Die Michaelskirche Eltingen wurde 1150 erstmals erwähnt. Über das Kloster Hirsau kam das Patronat 1318 an Württemberg, das die Reformation einführte. Die heutige Kirche wurde 1487 von Peter von Koblenz erbaut. Es handelt sich um eine einschiffige Kirche mit Netzgewölbe im Chor und in der Sakristei. Im Innern ist ein gotisches Chorgestühl von 1494 und ein spätgotisches Kruzifix erhalten. 1989 wurden die neuen Chorfenster von Walter Schimpf und Günther Anton eingesetzt. Im Frühjahr 2000 wurde die gesamte Kirche innen und außen renoviert.
Nach dem Zweiten Weltkrieg entstand im Stadtteil Eltingen die Gartenstadt, die durch Bekanntmachung des Oberkirchenrats vom 18. Oktober 1952 in die Kirchengemeinde Leonberg umgegliedert wurde. 1959 wurde an der Rutesheimer Straße ein Gemeindehaus gebaut, das seither auch als „Gartenstadtkirche“ bezeichnet.
Durch Bekanntmachung des Oberkirchenrats vom 15. März 1965 wurde die bis dahin alleinige Kirchengemeinde Leonberg-Eltingen in zwei Teilkirchengemeinden, nämlich die Michaelskirchengemeinde Leonberg-Eltingen und die Versöhnungskirchengemeinde Leonberg-Ramtel aufgeteilt und diese gleichzeitig in der neu gebildeten Gesamtkirchengemeinde Leonberg-Eltingen zusammengeschlossen. Das Kultusministerium hatte die Gesamtkirchengemeinde Leonberg-Eltingen und deren Teilkirchengemeinden mit Schreiben vom 14. Dezember 1964 als Körperschaften des öffentlichen Rechts anerkannt. 1963/65 wurde in Ramtel dann die Versöhnungskirche erbaut. 1970 wurde die Gesamtkirchengemeinde Leonberg-Eltingen wieder aufgelöst. Seitdem bildete die nunmehr mit Kirchengemeinde Leonberg-Eltingen bezeichnete Kirchengemeinde mit der Kirchengemeinde Leonberg-Ramtel (bisher Versöhnungskirchengemeinde Leonberg-Ramtel) und der Kirchengemeinde Leonberg die Gesamtkirchengemeinde Leonberg, innerhalb der 1983 noch die Blosenbergkirchengemeinde Leonberg neu gebildet wurde.
1990 wurde in der Kirchbachstraße ein neues Gemeindehaus der Kirchengemeinde Leonberg-Eltingen erbaut. Daneben gibt es im Wohngebiet Ezach, in der Uracher Straße, das Ökumenische Zentrum Ezach, das zusammen mit der römisch-katholischen Kirchengemeinde erbaut wurde. Auf dem musikalischen Sektor hat die Kirchengemeinde einen Singkreis und einen Kinderchor sowie einen Posaunenchor, der im Rahmen des Vereins CVJM Eltingen e. V. organisiert ist.
Heute versehen zwei Pfarrerinnen und Pfarrer ihre Dienste in der Kirchengemeinde Leonberg-Eltingen.

#### Kirchengemeinde Leonberg-Nord
Die Kirchengemeinde Leonberg-Nord umfasst die Kernstadt Leonberg einschließlich des Wohngebiets Gartenstadt, den Stadtteil Ramtel und einige zugehörige Weiler.

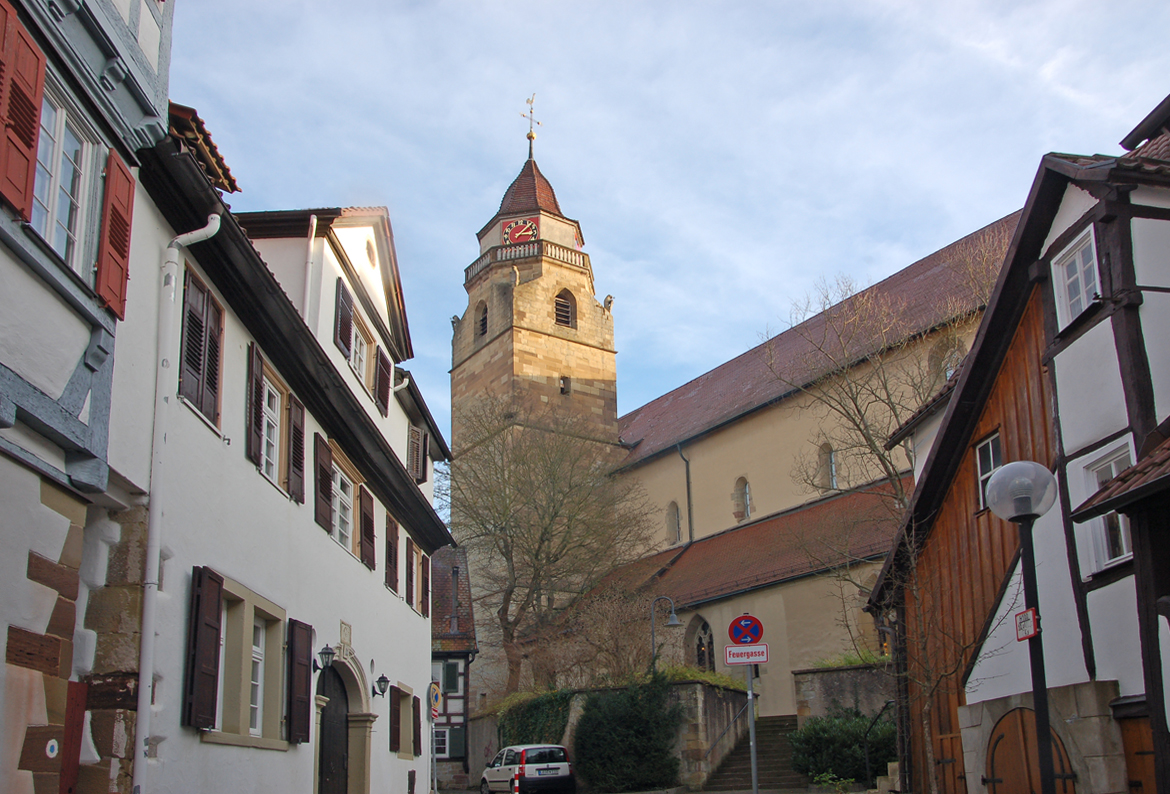
Stadtkirche Leonberg

Kirchliche Keimzelle der heutigen Kirchengemeinde war eine Pfarrkirche in Dilgshausen, einem nordöstlich der heutigen Stadt gelegenen Ortes. 1277 wurde diese Kirche erstmals genannt. Sie war dem Stift Sindelfingen inkorporiert. Im benachbarten Leonberg wurde zur gleichen Zeit eine Kapelle erwähnt, die alsbald Pfarrkirche anstelle der Kirche in Dilgshausen wurde. In der Reformationszeit ging die Kirche in Dilgshausen ab. Bereits seit 1294 wohnte der Pfarrer in Leonberg. Die heutige Kirche, ab 1392 als Kirche Johannes Baptista bekannt, ist eine dreischiffige Pfeilerbasilika in der Übergangszeit zwischen Romanik und Gotik. Aus dieser Zeit stammen der Taufstein und ein Freskenfries über die Passions- und Ostergeschichte. In der Hochgotik kamen der Chor mit sechs Maßwerkfenstern, die nordöstliche Seitenkapelle und die Vorhalle hinzu. Aus der Zeit der Spätrenaissance sind eine Reihe bedeutender Grabmäler aus der Werkstatt des Bildhauers Jeremias Schwarz aus Leonberg erhalten. Kanzel und Choraltar stammen aus dem Jahr 1682. Die farbigen Chorfenster wurden bei der Renovierung im Jahr 1963 geschaffen.
1973 wurde das „Haus der Begegnung“ (HdB) erbaut. Es dient aber nicht nur der Stadtkirchengemeinde als Gemeindehaus, sondern ist auch Mittelpunkt der Gesamtkirchengemeinde sowie des gesamten Kirchenbezirks Leonberg.
Für den nach dem Zweiten Weltkrieg entstandenen Stadtteil Gartenstadt wurde an der Rutesheimer Straße 1959 ein Gemeindehaus gebaut, in dem heute regelmäßig Gottesdienste gefeiert werden. Das seither auch als „Gartenstadtkirche“ bezeichnete Gotteshaus ist die zweite Predigtstelle der Kirchengemeinde Leonberg, an der auch ein eigenes Pfarramt eingerichtet wurde. Die Gartenstadt ist jedoch weiterhin Teil der Kirchengemeinde Leonberg-Nord, in der heute (2024) insgesamt sechs Pfarrer tätig sind, darunter der Dekan des Kirchenbezirks Leonberg. Bis 1952 gehörte die Gartenstadt noch zur Kirchengemeinde Leonberg-Eltingen. Durch Bekanntmachung des Oberkirchenrats vom 18. Oktober 1952 wurde sie jedoch in die Kirchengemeinde Leonberg umgegliedert.
Mit Wirkung vom 15. Oktober 1991 wurden die Evangelischen des Wohnplatzes Felsensägmühle 3 von der Kirchengemeinde Höfingen in die Kirchengemeinde Leonberg umgegliedert.
Die ehemalige Blosenbergkirchengemeinde Leonberg (ca. 1.400) umfasste Teile der Kernstadt Leonbergs und einige zugehörige Weiler. Nachdem die Stadt Leonberg nach dem Zweiten Weltkrieg stark anwuchs, wurde von 1966 bis 1967 im Wohngebiet Blosenberg eine eigene Kirche erbaut und mit Wirkung vom 4. Dezember 1983 dort auch eine eigene Kirchengemeinde innerhalb der 1970 gebildeten Gesamtkirchengemeinde Leonberg errichtet. Architekten der Blosenbergkirche waren Eberhard Holstein und Professor Carl-Herbert Frowein aus Stuttgart. Der Sichtbetonbau erhebt sich über einem sechseckigen Grundriss, dessen räumlicher Schwerpunkt über der Altarzone liegt.

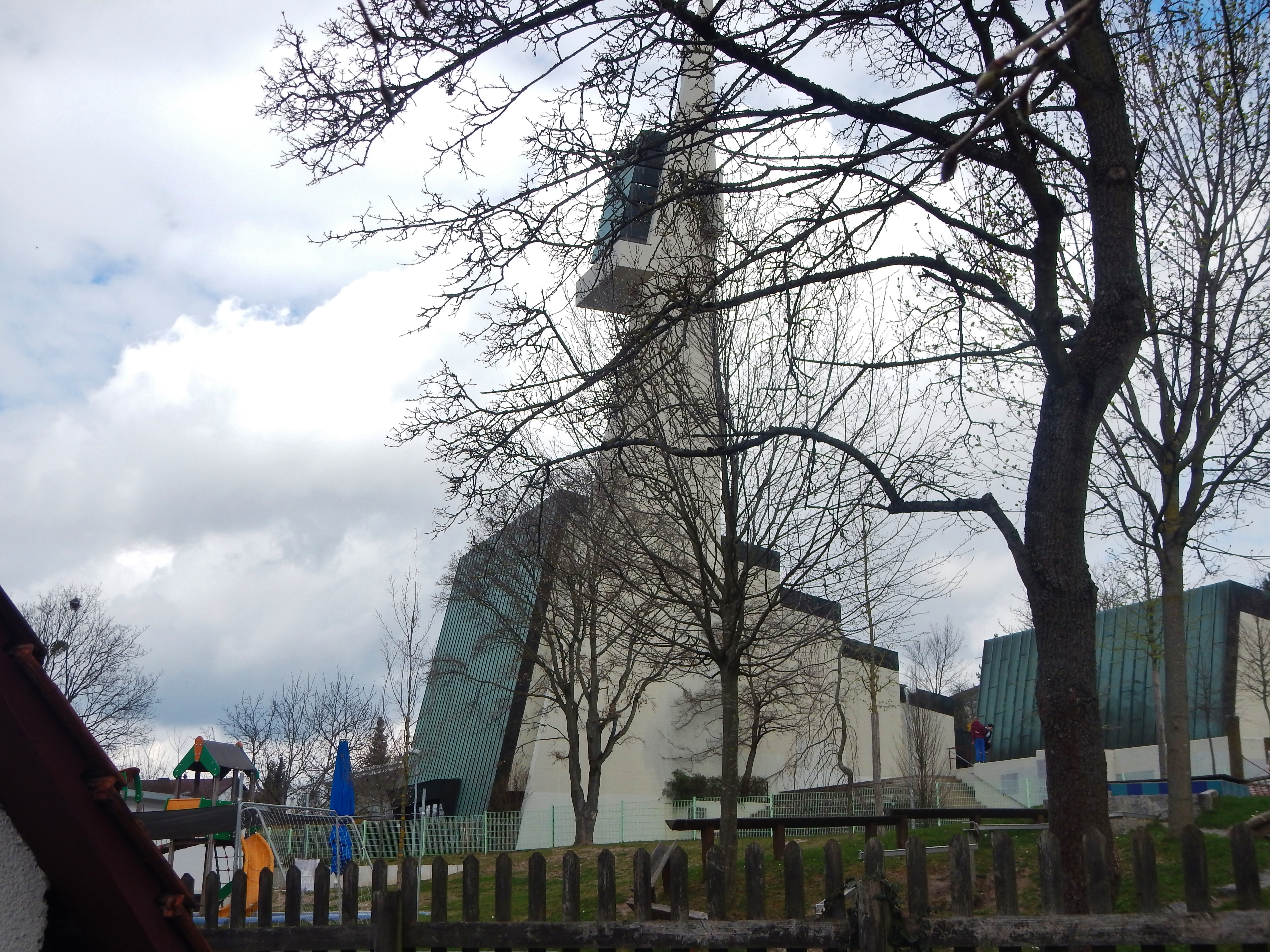
Versöhnungskirche im Ramtel

Die ehemalige Versöhnungskirchengemeinde Ramtel (ca. 2.950) umfasste den Stadtteil Ramtel der Stadt Leonberg. Die evangelischen Bewohner des erst nach dem Zweiten Weltkrieg entstandenen Stadtteils Ramtel gehörten zunächst zur Kirchengemeinde Eltingen, wo sie auch zum Gottesdienst gingen. 1959 wurde in der Breslauer Straße ein eigener Kirchensaal, die sog. „Baracke“ mit etwa 100 Sitzplätzen erbaut. Im Dezember 1960 bekam Ramtel einen eigenen Pfarrer und durch Bekanntmachung des Oberkirchenrats vom 15. März 1965 wurde die selbständige Kirchengemeinde Leonberg-Ramtel mit eigenem Kirchengemeinderat innerhalb der neu gebildeten Gesamtkirchengemeinde Leonberg-Eltingen gebildet. Das Kultusministerium hatte die Gesamtkirchengemeinde Leonberg-Eltingen und deren Teilkirchengemeinden mit Schreiben vom 14. Dezember 1964 als Körperschaften des öffentlichen Rechts anerkannt. 1963 konnte der Grundstein für eine neue Kirche gelegt werden. 1965 wurde die Versöhnungskirche dann eingeweiht und auch ein Kindergarten, der heutige Wichern-Kindergarten, eingerichtet.

#### Kirchengemeinde Warmbronn

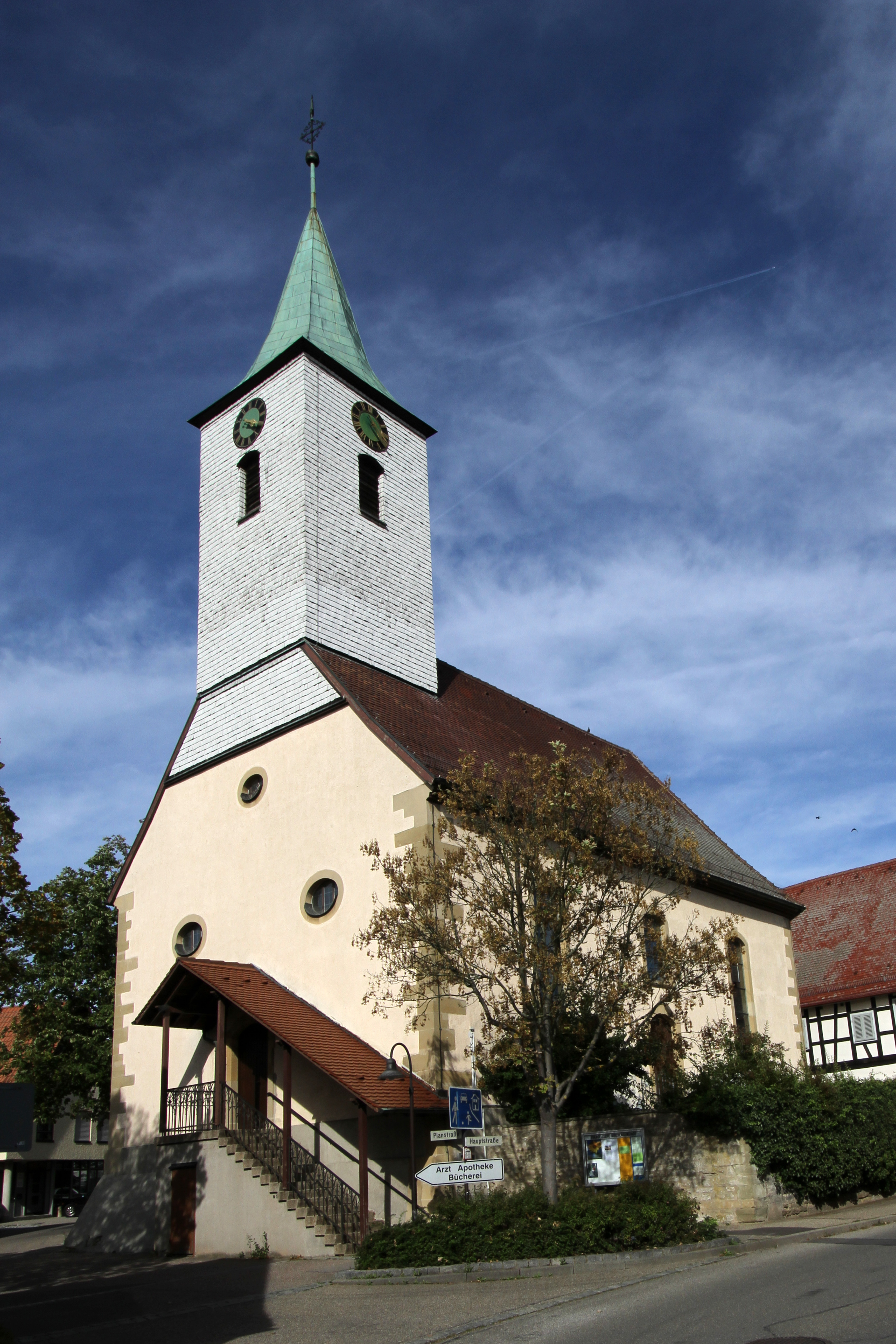
Täufer-Johannes-Kirche in Warmbronn

Die Kirchengemeinde Warmbronn (ca. 1.900) umfasst den Stadtteil Warmbronn der Stadt Leonberg. Die Kirche St. Johannes Baptista wurde erstmals 1468 erwähnt, ist aber wohl älter. Sie wurde vermutlich vom Kloster Hirsau errichtet. Die heutige Kirche wurde 1784 durch Wilhelm Friedrich Goez im klassizistischen Stil erbaut. Der Dachturm befindet sich auf der Westwand und hat ein eingezogenes Helmdach. 1960/61 wurde die Kirche innen renoviert. Die farbigen Glasfenster stammen aus den Jahren 1898 und 1971. Die heutige Orgel wurde 1983 eingebaut. Die Künstlerin Sibylle Ritter gestaltete einen Taufbaum.
2002 erbaute sich die Kirchengemeinde ein Gemeindehaus, Hinter den Gärten.

#### Personale Gemeinde am Glemseck
Die Gemeinde am Glemseck ist eine unselbständige Personale Gemeinde, als Teil der Gesamtkirchengemeinde Leonberg. Eine Personale Gemeinde richtet sich durch spezielle Gottesdienstformen auch an Zielgruppen, die von bisherigen kirchlichen Angeboten nicht oder wenig erreicht werden. Sie soll das bestehende Angebot der Ortsgemeinden ergänzen, indem sie insbesondere diakonische und missionarische Aufgaben der (Gesamt-)Kirchengemeinde wahrnimmt.

### Kirchengemeinde Malmsheim

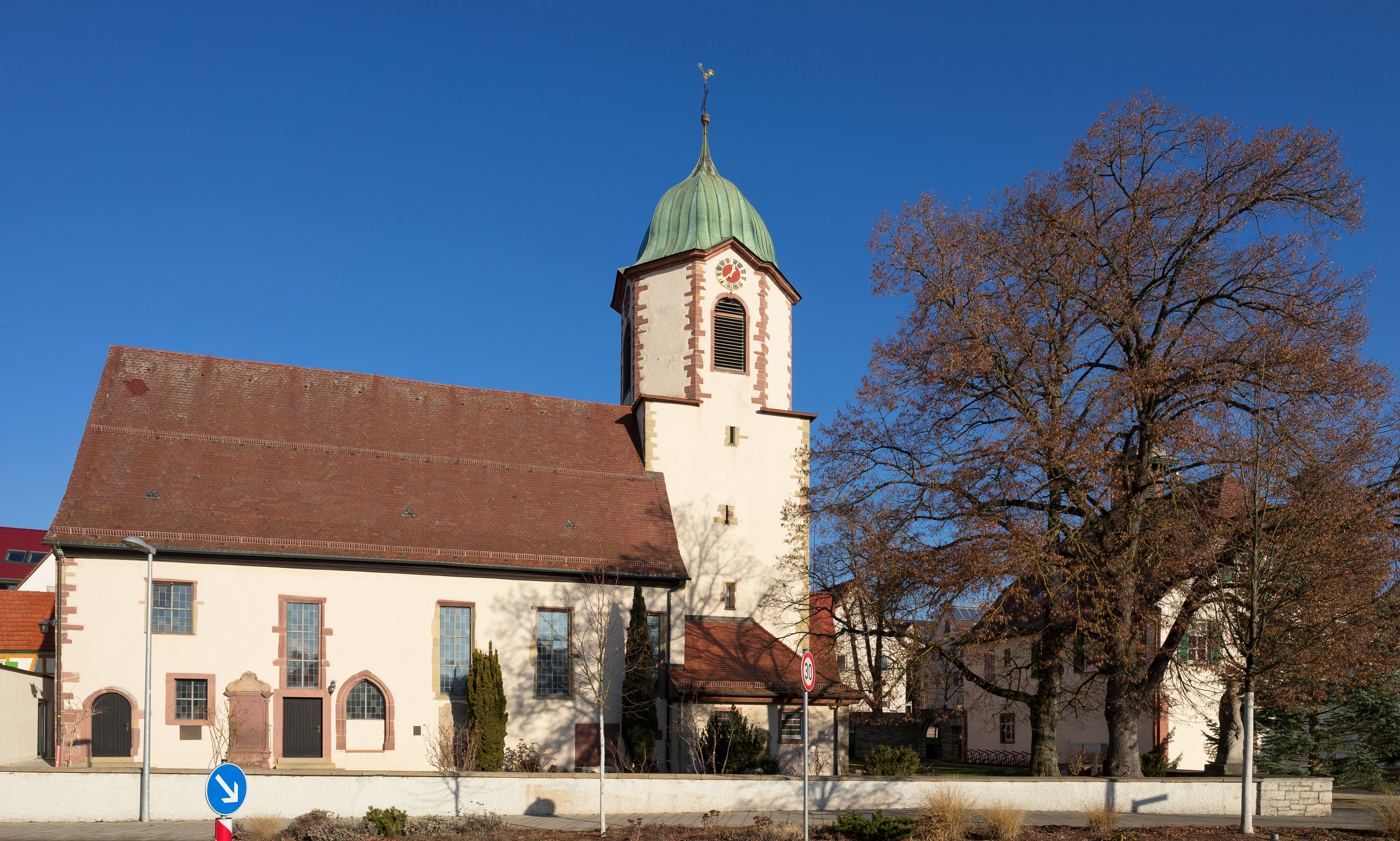
Germanuskirche in Malmsheim

Die Kirchengemeinde Malmsheim (ca. 2.900) umfasst den Stadtteil Malmsheim der Stadt Renningen. Eine Kirche wurde in Malmsheim 1275 erstmals erwähnt. Die Grafen von Zweibrücken verkauften 1301 den Kirchensatz an Württemberg, das die Reformation einführte. Die Kirche, ab 1535 als Germanuskirche bekannt, hat einen Ostturmchor mit Schiff aus dem 14. Jahrhundert, das 1607 erweitert wurde. Im Chor sind noch Malereien aus dem 15. Jahrhundert erhalten. Der Taufstein stammt aus der Zeit um 1500, die Kanzel ist barock.
Die Kirchengemeinde besitzt ein altes Fachwerk-Pfarrhaus in der Merklinger Straße sowie ein neues Gemeindehaus. Sie ist auch Träger eines Kindergartens und betreibt unter der Bezeichnung „Das Buch und mehr“ einen kleinen Buchladen.

### Kirchengemeinde Mönsheim

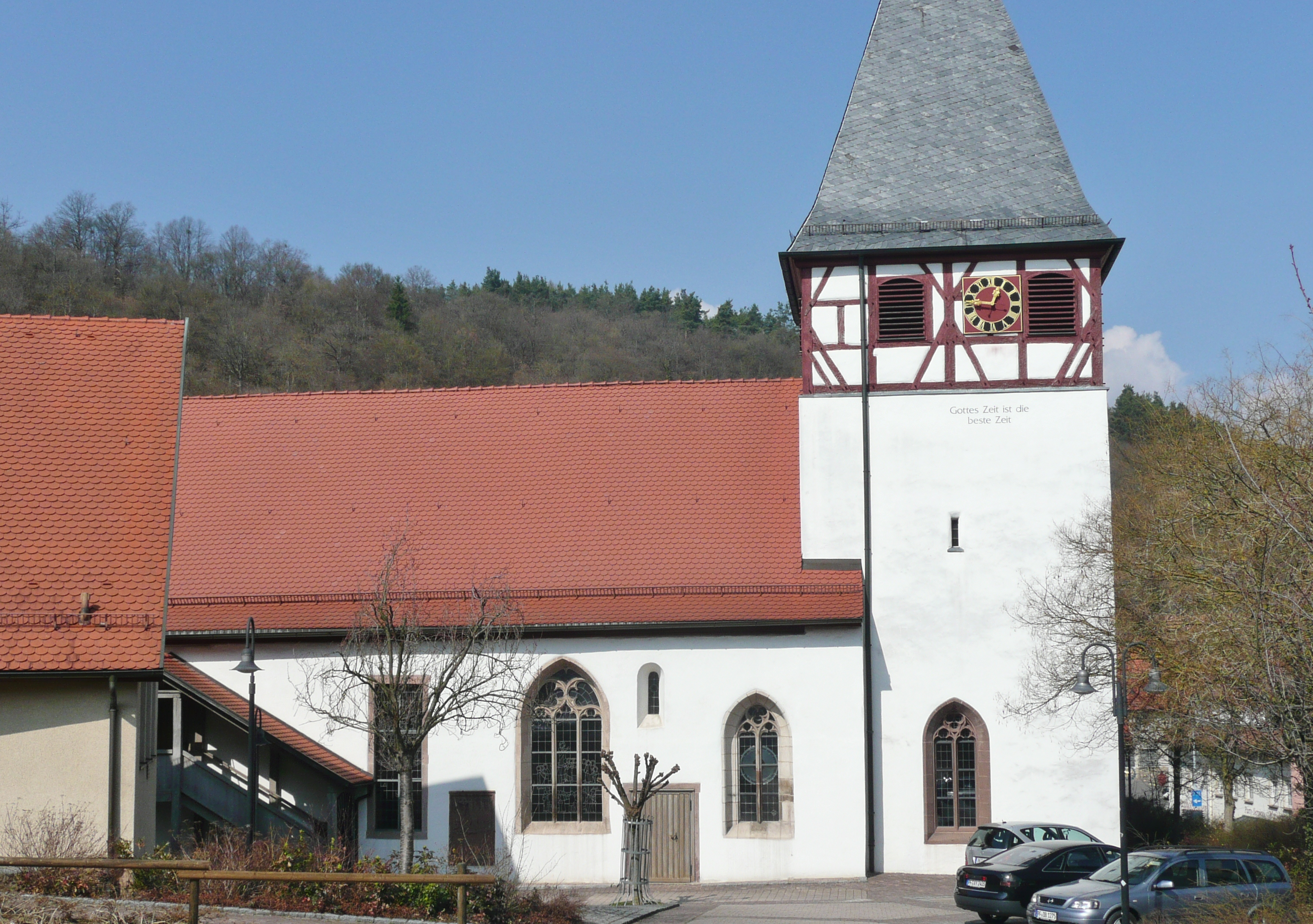
Nikolauskirche in Mönsheim

Die Kirchengemeinde Mönsheim (ca. 1.400) umfasst die Gemeinde Mönsheim. Eine Kirche wurden 1291 als weißenburgisches Lehen der Markgrafen von Baden genannt, sie wurde aber wohl um 1050–1100 bereits gegründet. 1453 war die Kirche dem Stift Baden inkorporiert. Württemberg führt die Reformation ein. 1556 wird die Kirche mit St. Nikolaus bezeichnet. Die ursprünglich romanische Chorturmkirche wurde mehrfach verändert. 1752 wurde das Schiff verlängert und eine barocke Decke eingezogen. Eine Besonderheit sind Bilder an der Emporenbrüstung aus der Zeit des Pietismus. Sie stellen Lieder des Gesangbuchs dar. Das Chorgewölbe wurden 1849 durch den Einbau der Orgel zerstört. 1996 wurde Kirche innen renoviert.
Neben der Nikolauskirche besitzt die Kirchengemeinde Mönsheim ein Gemeindehaus aus dem Jahr 1985. Sie verfügt auch über einen Kirchenchor, einen Frauenchor, einen Singkreis und einen Posaunenchor. Letzterer ist im Rahmen des örtlichen CVJM organisiert.

### Kirchengemeinde Perouse

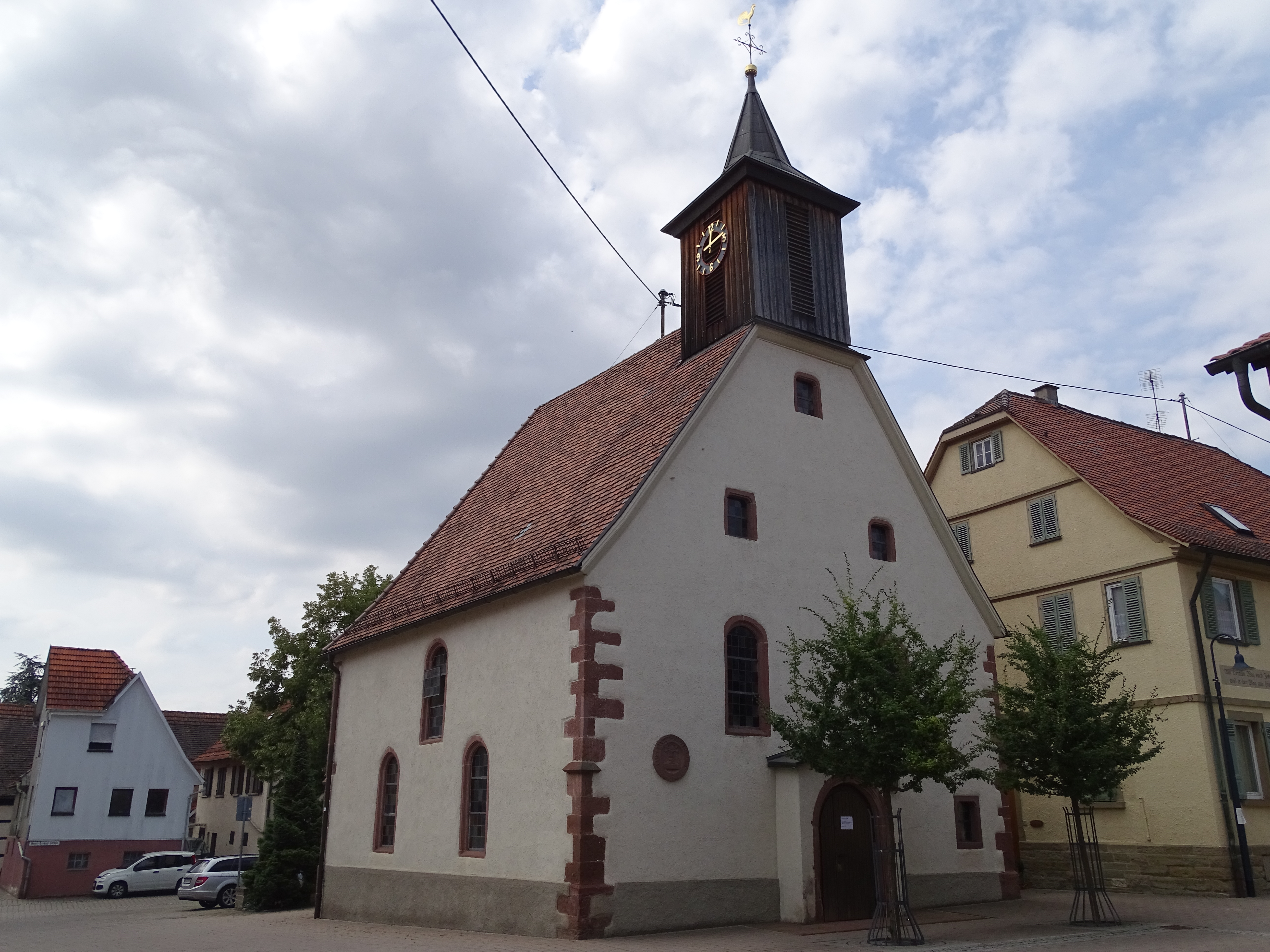
Waldenserkirche in Perouse

Die Kirchengemeinde Perouse (ca. 750) umfasst den Stadtteil Perouse der Stadt Rutesheim. Perouse ist eine Waldensersiedlung, die 1699 von etwa 70 aus dem Piemont stammenden Waldenserfamilien auf Gemarkung der Stadt Heimsheim gegründet wurde. Bis zum Jahre 1823 wurde in Perouse noch in französischer Sprache gepredigt, dann wurde die reformierte Kirchengemeinde in die württ. Landeskirche eingegliedert und die Gottesdienste mussten in Deutsch abgehalten werden. Bis 1839 gehörten die Bewohner politisch noch zur Gemeinde Heimsheim, dann wurde Perouse eine selbständige Gemeinde, indem sie der Stadt Heimsheim die Markungsrechte abkaufte. Eine Kirche konnte der Ort bereits 1738 mit holländischer und englischer Hilfe erbauen. 1968 wurde die Kirche renoviert und es gab einige Umbauten, auch wurde eine neue Orgel eingebaut. Im Innern bilden Altar und Kanzel die für Waldenserkirchen übliche Einheit. An der Außenfassade befindet sich das Waldenserwappen mit dem Leitspruch der Waldenser LUX LUCET IN TENEBRIS (Das Licht leuchtet in der Finsternis). Im Jahre 1986 konnte ein neues Gemeindehaus eingeweiht werden. Es gibt auch einen Posaunenchor der innerhalb des CVJM Perouse e. V. organisiert ist und regelmäßig die Gottesdienste mitgestaltet.
Mit Wirkung vom 1. Juli 2004 wurde der Wohnplatz Ziegelhütte von der Kirchengemeinde Flacht in die Kirchengemeinde Perouse umgegliedert.

### Kirchengemeinde Renningen

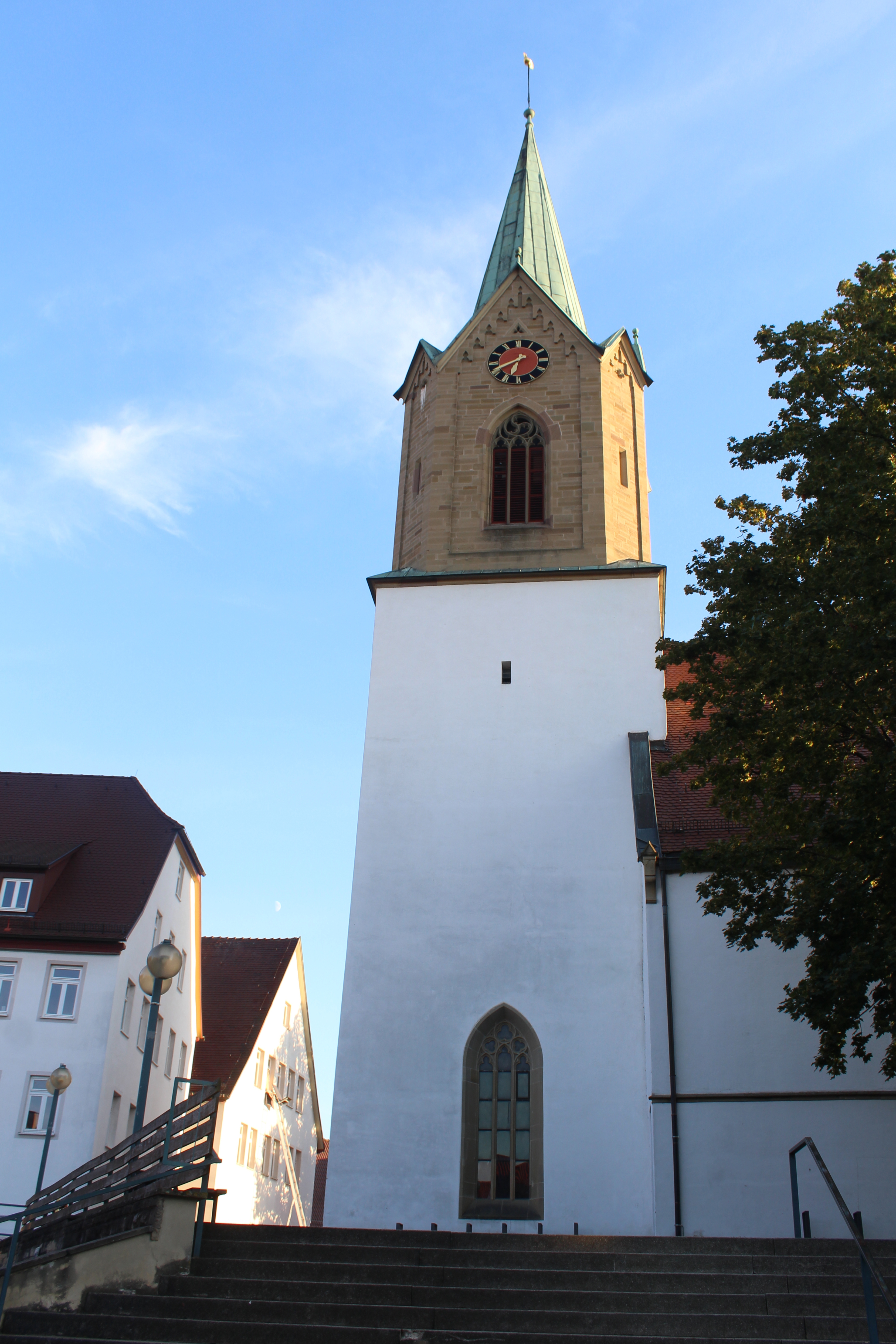
Petruskirche in Renningen

Die Kirchengemeinde Renningen (ca. 4.700) umfasst die Kernstadt von Renningen und den zur Gemeinde Magstadt gehörigen Grundhof, der mit Wirkung vom 1. April 1955 von der Kirchengemeinde Magstadt in die Kirchengemeinde Renningen umgegliedert wurde. Die Kirche St. Peter in Renningen bestand wohl bereits im 10. Jahrhundert, als sie dem Kloster Weißenburg entfremdet wurde. 1301 gelangte sie von Reinhard von Neuenbürg an Württemberg, welche sie 1441 an das Spital Stuttgart übergaben. Die Kirche ist im Kern noch spätromanisch. Im Turm ist ein frühgotischer kreuzrippengewölbter Chor vorhanden. Das Schiff wurde 1601 erbaut und 1878 vergrößert.
Die Kirchengemeinde verfügt neben der Petruskirche auch über ein Gemeindehaus in der Martin-Luther-Straße und das sog. Kirchhäusle in der Mittleren Gasse. Auf dem musikalischen Sektor kann die Kirchengemeinde Renningen einige Chöre vorweisen. So gibt es einen „Minichor“ für Kleinkinder, einen Kinder- und Jugendchor, eine Jugendkantorei, den Chor „Kreuz und Quer“, der sich vor allem Gospel, Spiritual und der neuzeitlichen Chormusik widmet und die Kantorei. Die Kirchengemeinde ist auch Träger von zwei Kindergärten in der Kronenstraße und in der Blumenstraße.
Heute versehen zwei Pfarrer ihre Dienste in der Kirchengemeinde Renningen. Die beiden Pfarrämter tragen die Bezeichnungen Nord und Süd.

### Kirchengemeinde Rutesheim Johanneskirche

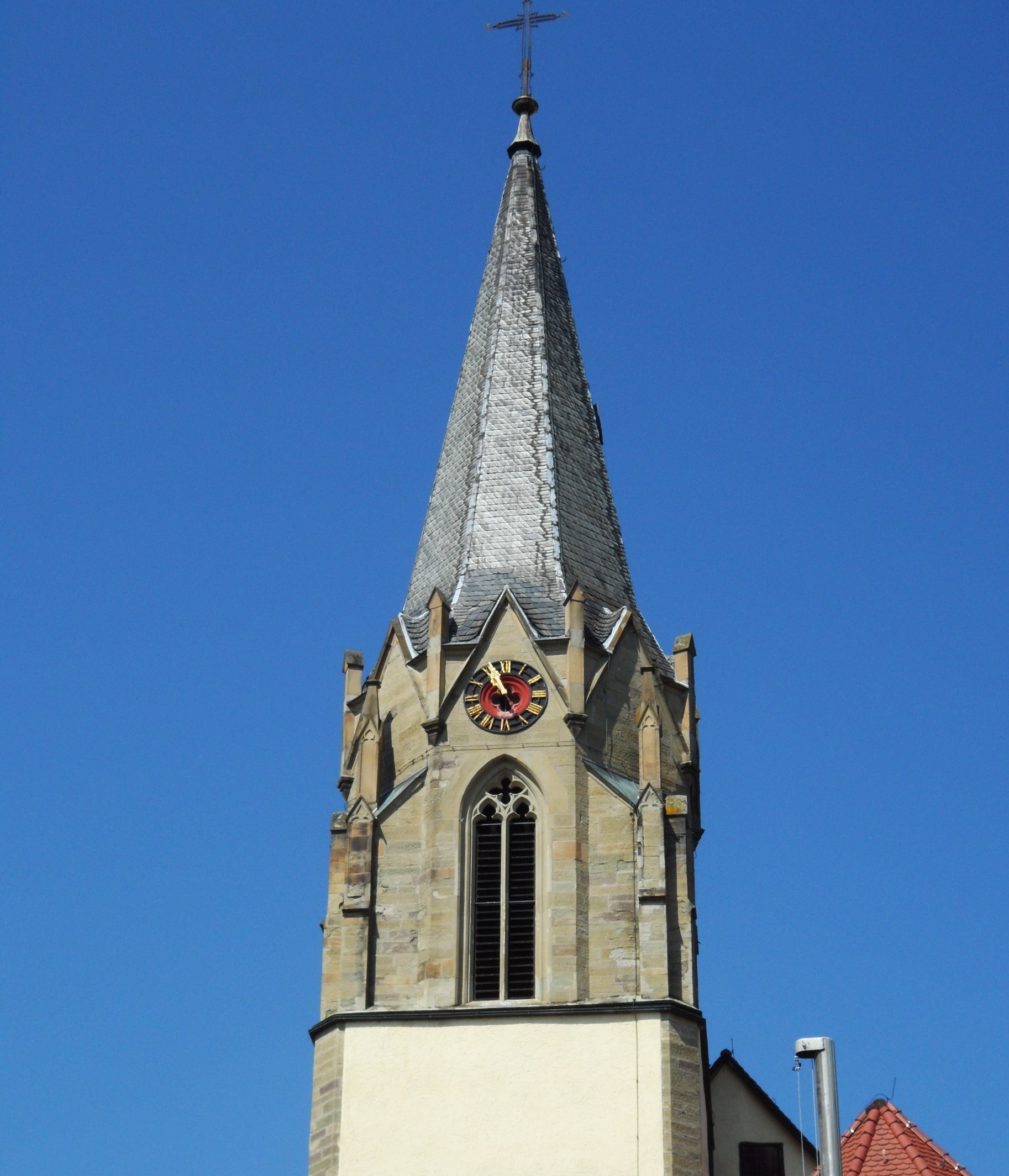
Johanneskirche in Rutesheim

Die Kirchengemeinde Rutesheim Johanneskirche (ca. 3.000) umfasst die Kernstadt von Rutesheim ohne das Wohngebiet Mahdenwiesen. Die Kirche in Rutesheim wurde im 12. Jahrhundert von Adalbert von Salzstetten dem Kloster Hirsau geschenkt, das sie 1318 an Württemberg verkaufte. Es stand aber wohl bereits im 8. Jahrhundert eine Kirche in Rutesheim. 1555 wird sie Johanneskirche genannt. Die heutige Kirche wurde 1789 nach Plänen von Wilhelm Friedrich Goez im klassizistischen Stil erbaut. Der Turm mit tonnengewölbten Untergeschoss ist älter. Der obere Teil des ca. 35 m hohen Kirchturms erhielt 1854 durch Baumeister Christian Friedrich Leins sein jetziges Aussehen. 1956 wurde die Kirche umgestaltet. 1980 wurden drei Chorfenster durch Wolf-Dieter Kohler ausgestaltet. Sie zeigen Motive aus der Offenbarung. 1999 wurden im Innenraum weitere kleine Renovierungen vorgenommen.
Das Wohngebiet Mahdenwiesen wurde 1989 in die Nachbarkirchengemeinde Silberberg umgegliedert. Gleichzeitig erhielt die bisherige Kirchengemeinde Rutesheim die Bezeichnung „Kirchengemeinde Johanneskirche Rutesheim“ und die Kirchengemeinde Silberberg die Bezeichnung „Kirchengemeinde Thomaskirche Rutesheim/Silberberg“.
Die Kirchengemeinde Rutesheim hat auch einen Kirchenchor, den Chor „Lichtblicke“ und einen Posaunenchor, der im Rahmen des örtlichen CVJM organisiert ist.

### Kirchengemeinde Rutesheim/Silberberg Thomaskirchengemeinde
Die Kirchengemeinde Rutesheim/Silberberg Thomaskirchengemeinde (ca. 1.250) umfasst den Stadtteil Silberberg der Stadt Leonberg sowie die Ortsteile bzw. Wohngebiete Mahdenwiesen und Heuweg der Stadt Rutesheim. Alle genannten Siedlungen sind neue Wohngebiete, die erst nach dem Zweiten Weltkrieg entstanden. Heuweg gehört zur Gemeinde (seit 2008 Stadt) Rutesheim, Silberberg zur Stadt Leonberg. Bis 1976 gab es auch einen Ortsteil Silberberg, der zur Gemeinde (heute Stadt) Renningen gehörte. Damals wurde dieser nach Leonberg umgemeindet und mit dem gleichnamigen Leonberger Stadtteil vereinigt. Für die Stadtteile Silberberg und Heuweg wurde durch Bekanntmachung des Oberkirchenrats vom 17. Dezember 1965 die selbständige Kirchengemeinde Silberberg als Tochtergemeinde von Rutesheim gebildet. Das Kultusministerium hatte die neue Kirchengemeinde Silberberg mit Schreiben vom 16. November 1965 als Körperschaft des öffentlichen Rechts anerkannt. 1967/68 wurde dann auch eine eigene evangelische Kirche, die Thomaskirche, erbaut. Die Thomaskirche befindet sich direkt an der Grenze der beiden politischen Kommunen Leonberg und Rutesheim. 1985 erhielt die Thomaskirche die letzte noch produzierte Weigle-Pfeifenorgel mit 2 Manualen und 13 Registern. 2002 erhielt die Kirche einen Glockenträger und ein Kreuz als äußeres Zeichen.
Das Rutesheimer Wohngebiet Mahdenwiesen wurde erst 1989 in die Nachbarkirchengemeinde Silberberg umgegliedert. Gleichzeitig erhielt die bisherige Kirchengemeinde Rutesheim die Bezeichnung „Kirchengemeinde Johanneskirche Rutesheim“ und die Kirchengemeinde Silberberg die Bezeichnung „Kirchengemeinde Thomaskirche Rutesheim/Silberberg“.

### Kirchengemeinde Schafhausen

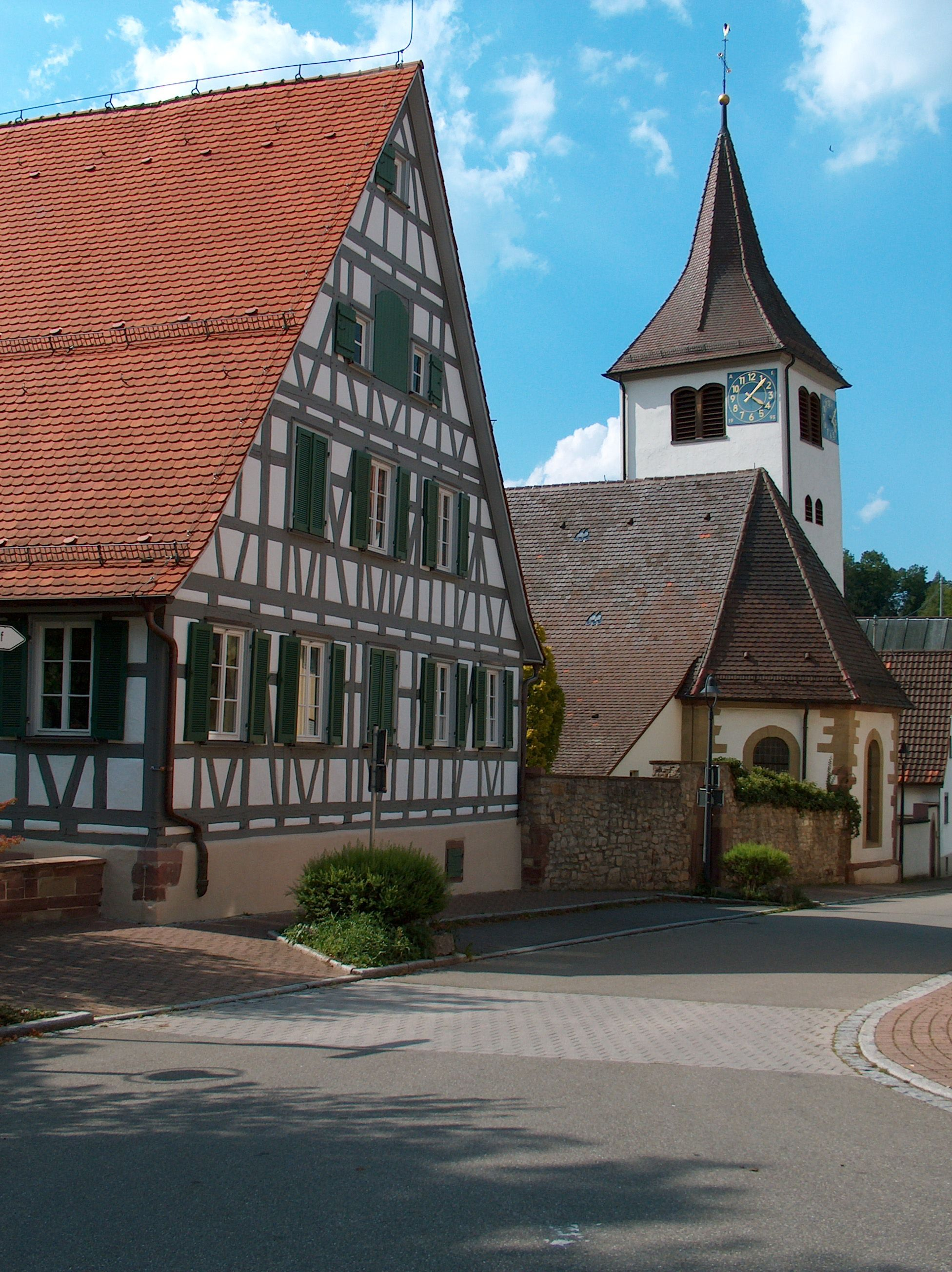
Evang. Kirche Schafhausen

Die Kirchengemeinde Schafhausen (ca. 1.150) umfasst den Stadtteil Schafhausen der Stadt Weil der Stadt. Um 1110 wurde erstmals eine Kirche erwähnt. Damals schenkte Konrad von Beutelsbach einen Teil des Kirchensatzes dem Kloster Hirsau. 1535 wird die Kirche mit St. Cyriakus bezeichnet. Die im Kern noch gotische Kirche wurde 1585 vergrößert und 1780 umgebaut. Sie hat noch eine mittelalterliche Taufkapelle mit Kreuzrippengewölbe (um 1492). Bis 1939 gehörte die Kirchengemeinde Schafhausen zum Kirchenbezirk Böblingen. Mit Wirkung vom 1. April 1939 wurde sie in den Kirchenbezirk Leonberg umgegliedert.
Das Pfarrhaus ist ein altes Fachwerkhaus aus dem 18. Jahrhundert. 2002 erbaute sich die Kirchengemeinde auch ein Gemeindehaus. Es birgt als Kunstwerke den „Fischzug“, eine mit selbstgefertigten Kacheln gestaltete Wand im Foyer und das Mosaikbild „gemeinsam unterwegs“. Beide Werke wurden von Ella Gerlach aus Schafhausen geschaffen.
Bis in die 1980er Jahre gehörten auch die evangelischen Bewohner des überwiegend katholischen Nachbarortes Dätzingen (Gemeinde Grafenau) zur Kirchengemeinde Schafhausen. Durch Bekanntmachung des Oberkirchenrats vom 30. Januar 1984 wurden diese jedoch der Kirchengemeinde Döffingen (Kirchenbezirk Böblingen) zugeordnet.

### Kirchengemeinde Weil der Stadt

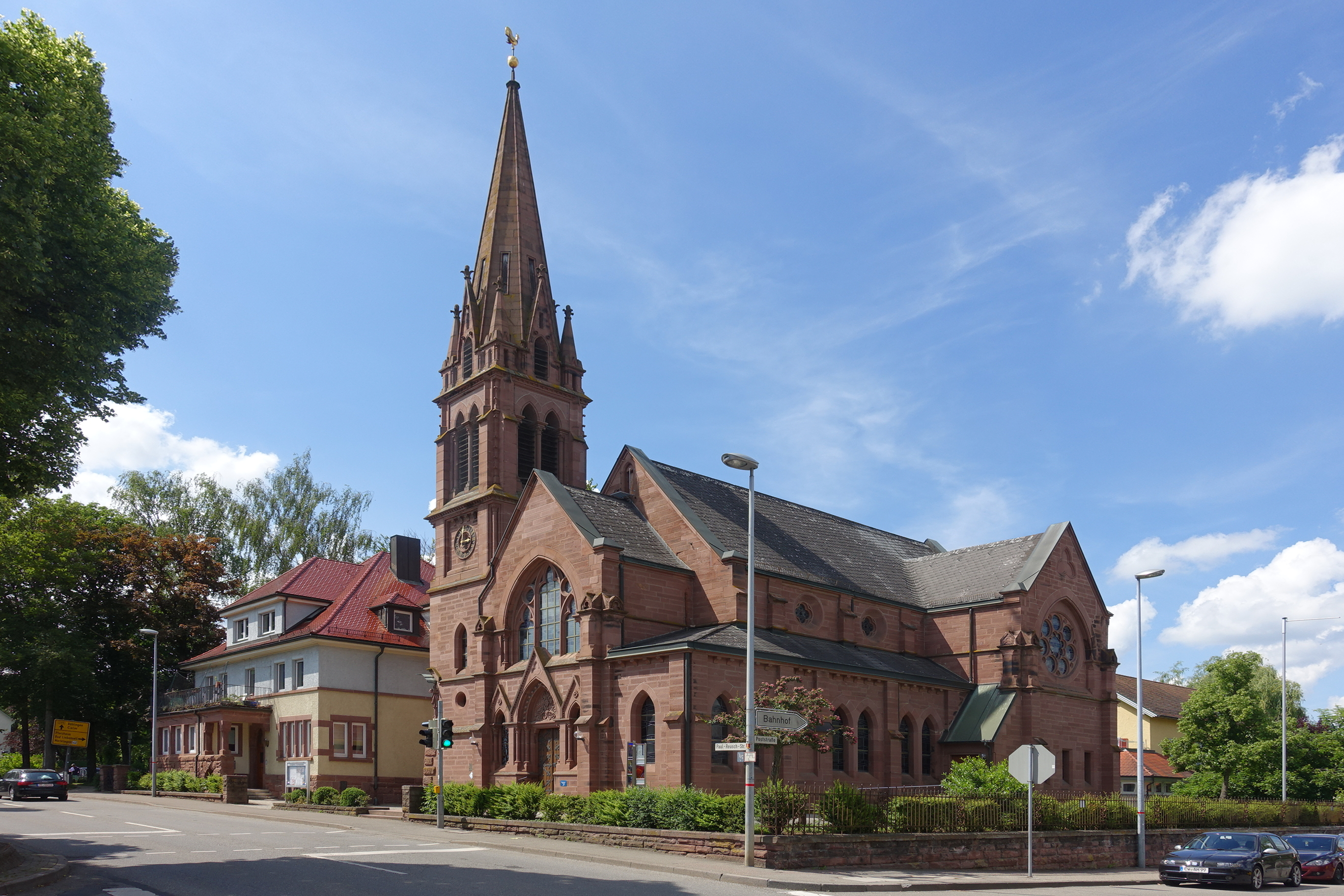
Brenzkirche in Weil der Stadt

Die Kirchengemeinde Weil der Stadt (ca. 2.900) umfasst die Kernstadt von Weil der Stadt. Der württembergische Reformator Johannes Brenz wurde hier geboren. Weil der Stadt blieb nach der Reformation katholisch. Nur wenige evangelische Bewohner lebten in der folgenden Zeit in Weil der Stadt und wurden von Schafhausen aus betreut. 1881 wurde eine eigene Kirchengemeinde errichtet, 1888/89 wurde die Brenzkirche erbaut und eine eigene Pfarrei errichtet. Die Kirchengemeinde hat auch einen Kirchenchor. Sie ist auch Träger eines Kindergartens.

### Kirchengemeinde Weissach

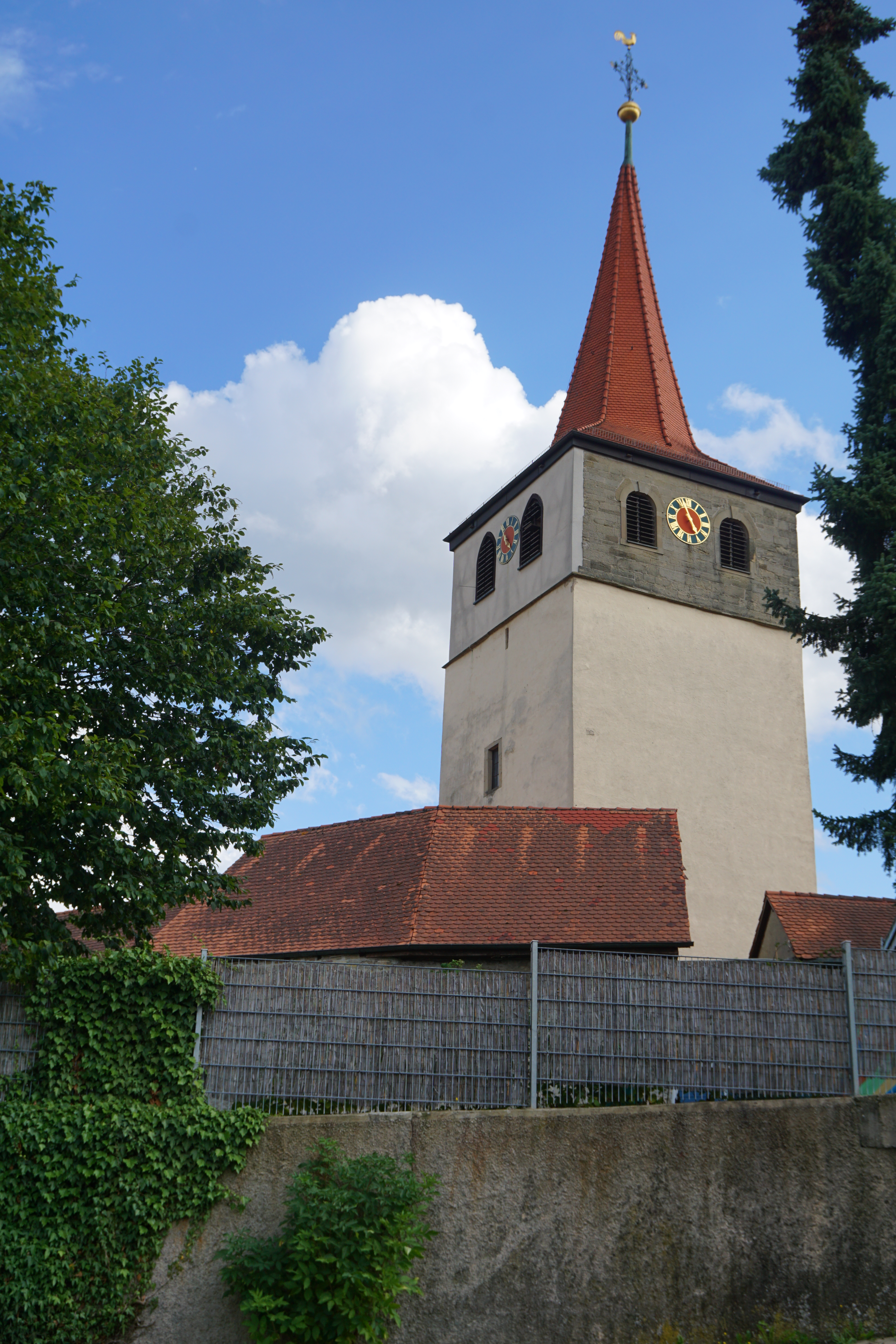
Ulrichskirche in Weissach

Die Kirchengemeinde Weissach (ca. 2.100) umfasst den Hauptort von Weissach. 1254 wurde eine Kirche erwähnt, deren Kirchensatz die Herren von Enzberg hatten. 1360 wurde sie dem Kloster Maulbronn geschenkt. 1565 wurde sie Ulrichskirche genannt. Die Kirche ist spätgotisch mit romanischen Resten. Es handelt sich um eine ehemalige Wehrkirche mit einzeln stehendem Kirchturm, umgeben von Gaden. Bis 1939 gehörte die Kirchengemeinde Weissach zum Kirchenbezirk Vaihingen an der Enz. Mit Wirkung vom 1. April 1939 wurde sie in den Kirchenbezirk Leonberg umgegliedert.

### Kirchengemeinde Wimsheim

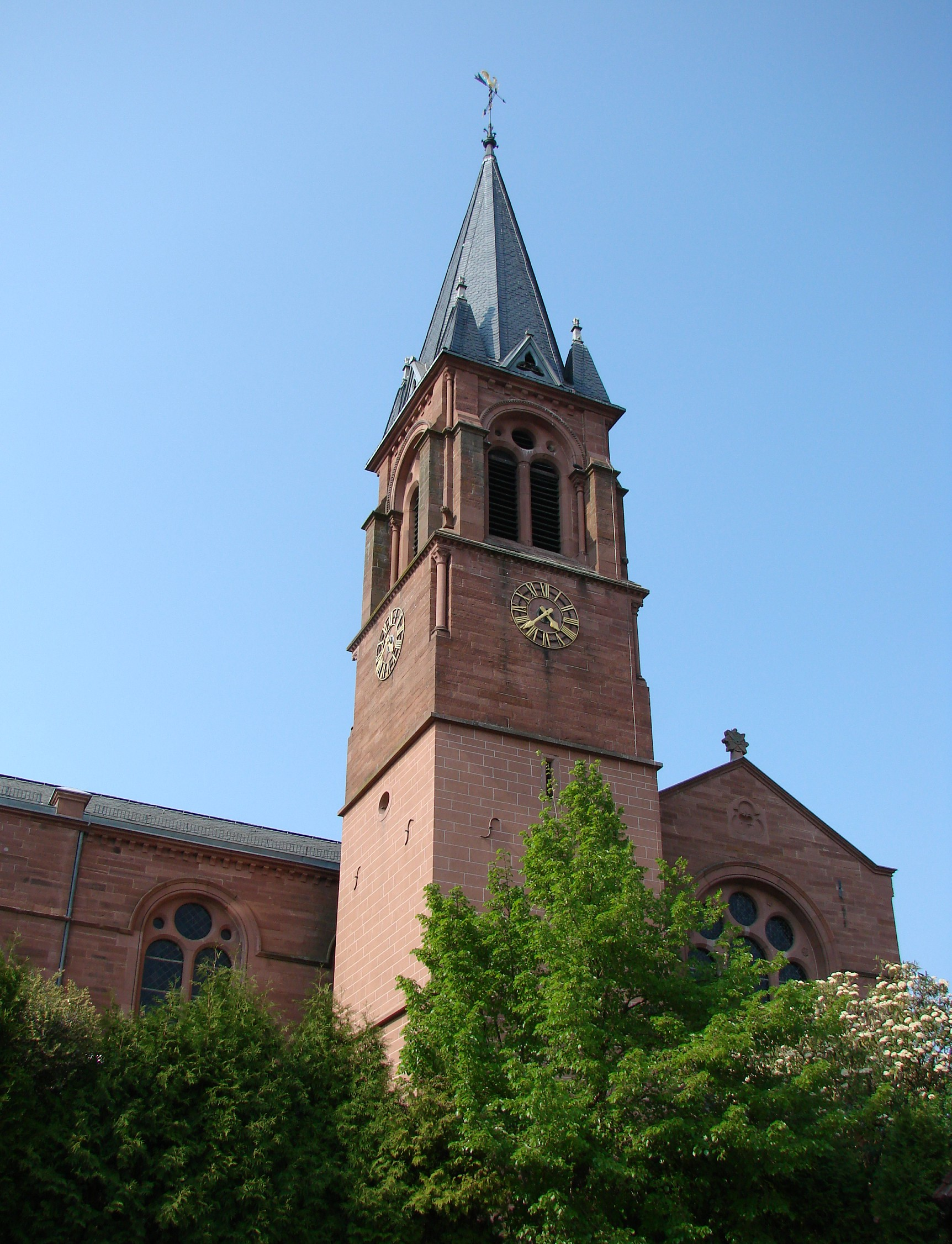
Michaeliskirche in Wimsheim

Die Kirchengemeinde Wimsheim (ca. 1.400) umfasst die Gemeinde Wimsheim. 1232 wurde die Wimsheimer Kirche erstmals erwähnt, als sie mit dem gesamten Dorf durch die Grafen von Vaihingen an das Kloster Maulbronn verkauft wurde. Das Patronat wurde 1244 im Tausch an das Bistum Speyer gegeben, 1545 aber von Württemberg erworben. 1556 wurde die Kirche St. Michaelskirche genannt. Sie war 1514 erbaut worden und wurde 1883 durch den heutigen neoromanischen Bau ersetzt. Dabei blieb der Turm teilweise erhalten. Wegen ihrer Größe wird die Michaelskirche im Volksmund auch „Wimsheimer Dom“ genannt. Architekt war Robert Reinhardt aus Stuttgart. Im Innern wurde die Orgel der alten Kirche sowie das Altarkreuz behalten.

### Würmtalkirchengemeinde
Am 1. Januar 2023 haben sich die Kirchengemeinden Merklingen, Münklingen und Hausen zur „Würmtal-Gemeinde Merklingen–Münklingen–Hausen“ zusammengeschlossen.

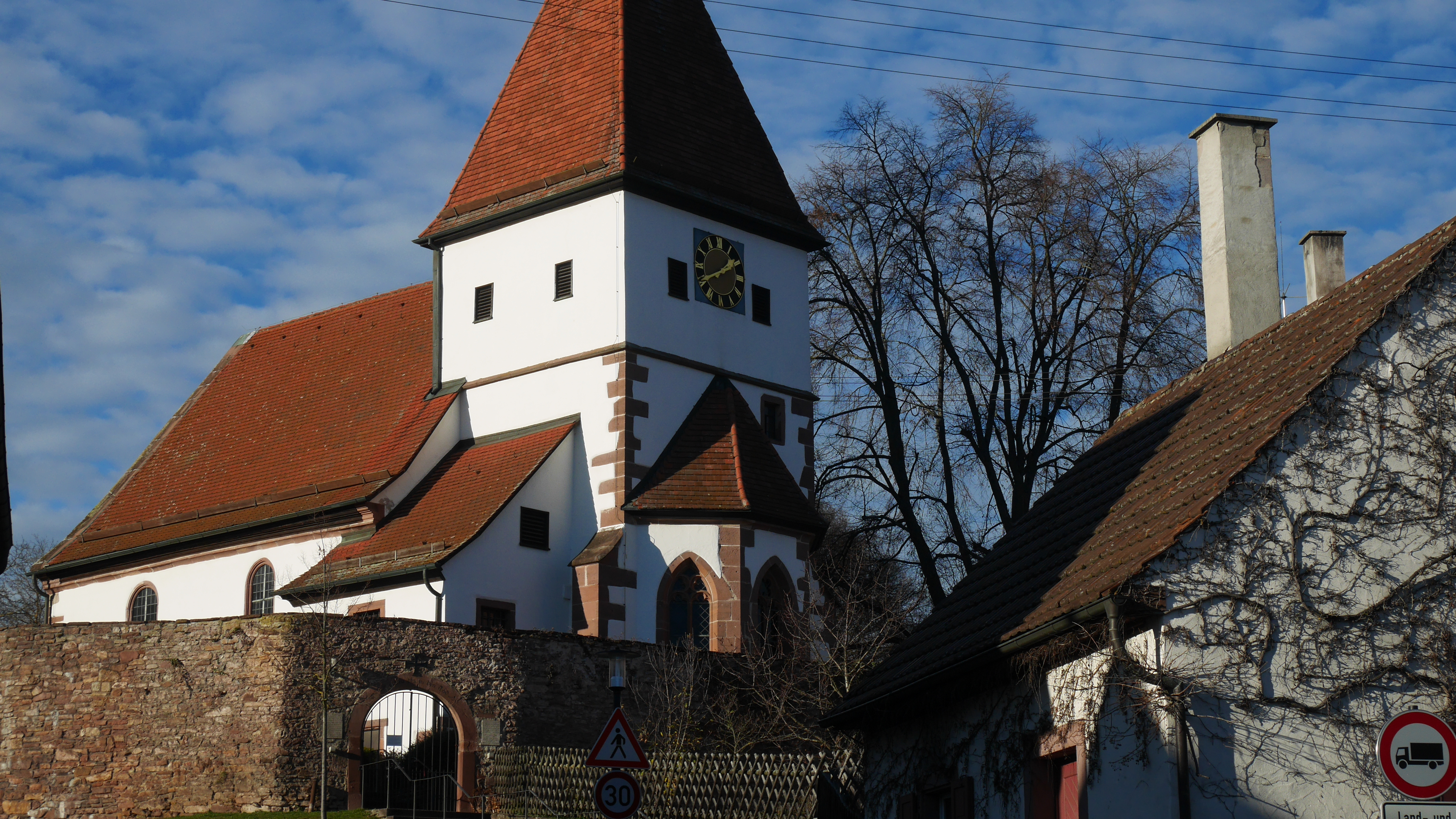
Silvesterkirche in Hausen

Die Kirchengemeinde Hausen an der Würm (ca. 400) umfasste den Stadtteil Hausen an der Würm der Stadt Weil der Stadt. Eine Kirche wurde 1439 erstmals erwähnt. Ursprünglich gehörte sie wohl der Familie von Hausen, wurde aber im 15. Jahrhundert an das Kloster Hirsau verkauft. 1542 wird sie St.-Silvester-Kirche genannt. Nach dem Zweiten Weltkrieg wurde die Pfarrei mit Münklingen vereinigt.

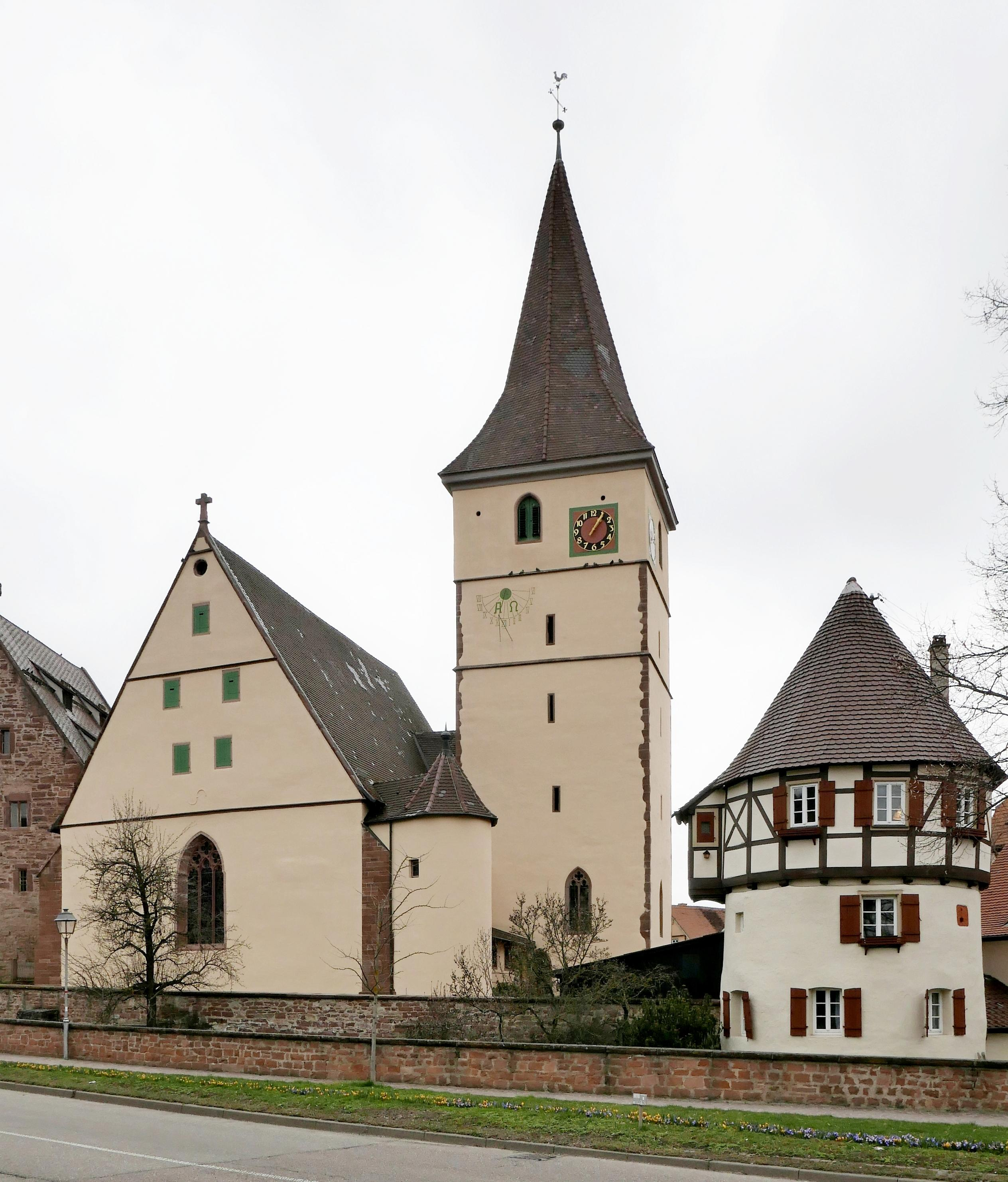
Remigiuskirche in Merklingen

Die Kirchengemeinde Merklingen (ca. 2.500) umfasste den Stadtteil Merklingen der Stadt Weil der Stadt. Eine Kirche wurde 1272 von Ludwig von Liebenzell an das Kloster Herrenalb geschenkt. 1418 wird sie als Remigiuskirche bezeichnet. Zur Pfarrei gehörten zunächst auch mehrere Nachbarorte. 1425 wurde die Kirche umgebaut, nachdem 1417 die romanische Basilika abgebrannt war. 1595 wurde die Kirche erweitert, 1873 wurden spitzbogige Fenster eingesetzt und 1964 ein kleiner Chor angebaut. Der Ostturm der Remigiuskirche hat einen kreuzrippengewölbten Chor.
Im Innern ist ein gotisches Chorgestühl zu sehen. Die Glasfenster im Chor von Wolf-Dieter Kohler zeigen die „Anbetung des Lammes“ (nach Offenbarung 5), die Fenster oberhalb der Empore den „Baum des Lebens und die Paradiesströme“ von Adolf Saile. Die Orgel wurde 1985 von der Fa. Vier gebaut.
Die Kirchengemeinde Münklingen (ca. 1.250) umfasste den Stadtteil Münklingen der Stadt Weil der Stadt. 1379 wurde erstmals eine Kirche erwähnt. Sie lag außerhalb des Dorfes. 1509 wurde sie mit St. Jakob bezeichnet und 1594 in den Ort verlegt. Von den Herren von Waldeck gelangte der Kirchensatz 1419 an Württemberg. Die 1594 erbaute Kirche wurde 1968 umgebaut. Der Chor im Ostturm ist noch spätgotisch. Markant ist der spitz zulaufende, achteckige Kirchturm. Im Dachboden wurde früher Hopfen getrocknet.
In der Kirchengemeinde bestehen zwei Pfarrämter.

## Archivquellen
- Bestand: Visitationsberichte.   Landeskirchliches Archiv Stuttgart. 1581–1822.   Signatur: A 1.
- Bestand: Kirchenvisitationsakten.   Hauptstaatsarchiv Stuttgart. ca. 1601–1840.   Signatur: A 281.
- Bestand: Ortsakten [mit Digitalisaten der Pfarrbeschreibungen und Pfarrberichte (darin u. a.: Chronik, Filialverhältnisse)].   Landeskirchliches Archiv Stuttgart. ca. 1550–1923.   Signatur: A 29.
- Bestand: Ortsakten [mit Digitalisaten der Pfarrberichte (darin u. a.: Filialverhältnisse)].   Landeskirchliches Archiv Stuttgart. ca. 1924–1966.   Signatur: A 129.
- Bestand: Ortsakten [mit Visitationsberichten].   Landeskirchliches Archiv Stuttgart. ca. 1967–1989.   Signatur: A 229.
- Archivgut: Dekanatsarchive.   Landeskirchliches Archiv Stuttgart.   Signatur: F-Bestände.
- Archivgut: Pfarrarchive.   Landeskirchliches Archiv Stuttgart.   Signatur: G-Bestände.